# スズキ・ソリオ
ソリオ（SOLIO）は、スズキが製造・販売するAセグメント級小型ハイトワゴン。
本項ではソリオの前身ブランドにあたるワゴンRワイド（WAGON R WIDE）、ワゴンR+（プラス、WAGON R +）、ワゴンRソリオ（WAGON R SOLIO）についても記述する。

## 概要
1997年に、軽トールワゴン「ワゴンR」のボディパネルを流用しつつ、全長・全幅をひと回り拡大し1.0Lエンジンを搭載した小型乗用車登録のコンパクトカーとして「ワゴンRワイド」の販売を開始。1999年のフルモデルチェンジ時に「ワゴンR+（プラス）」に名称変更し、さらに2000年12月の改良時に名称を「ワゴンRソリオ」に変更、「ソリオ」というネーミングを初めて採用。その後、2005年8月の改良時に「ワゴンR」の名が取れ、単に「ソリオ」という名称に再度変更している。また、2000年9月にはゼネラルモーターズにOEM供給を実施。「シボレー・MW」として販売された。
2010年12月に発売された（ソリオとしての）2代目はスライドドアを含めたサイドドア4枚をパレットから流用（前ドアサッシは異なる）するものの、内外装の殆どが新規設計となり、メカニズムを3代目スイフトと共用したことで、商品性を向上。更に全高がルーフレール無しで1,700mm以上に達したため、トールワゴンからハイトワゴンへと路線変更がなされた。その後、歴代ソリオで初の派生モデル「ソリオ バンディット（SOLIO BANDIT）」が追加された。また、2011年より三菱自動車工業へOEM供給が開始され、「デリカD:2」として販売が行われている。
2015年8月に発売された3代目は、ガソリン車に加え歴代初となるマイルドハイブリッド車を新設定。2016年11月にはハイブリッド車も追加され、3種類のパワートレインが選択できるようになった。
スズキ相談役の鈴木修が会長時代にソリオを専用車として使用していたことが報じられている。

## ワゴンRワイド（MA61S/MB61S型）（1997年-1999年）

### 年表
初代ワゴンRをベースとして生産され、欧州ではワゴンR+として販売された。インドネシアでは1999年から2006年まで、スズキ・カリムンの名前で現地生産されていた。エンジンは全て1,000 ccのK10A型を搭載し、自然吸気仕様とリッターあたり100 psを誇るインタークーラーターボ仕様があった。内装は専用品を用いておりワゴンRと違い2DINオーディオや蛍光管デジタルクロックが装備可能であった。
- 1997年（平成9年）
  - 2月 - 「ワゴンRワイド」として発売。
  - 6月 - 4WD車にAT車を追加設定。
- 1998年（平成10年）
  - 5月17日 - マイナーチェンジ。フロントグリルとフロントバンパーのデザイン変更、機能面強化のための装備の充実。また、スポーティーな外装と1.0インタークーラーターボエンジンを搭載する新グレード「XR」を追加。
  - 6月4日 - 「XL」をベースに、液晶テレビやアルミホイールを装備した特別仕様車「XLリミテッド」、「XZ」をベースにオーディオを装備した特別仕様車「XZリミテッド」を発売。なお、ベースとなったワゴンRは同年10月にモデルチェンジされたがワゴンRワイドはその後半年ほど生産・販売が継続された。
- 1999年（平成11年）
  - 4月[4] - 生産終了。在庫対応分のみの販売となる。
  - 5月 - ワゴンR+と入れ替わるかたちで販売終了。

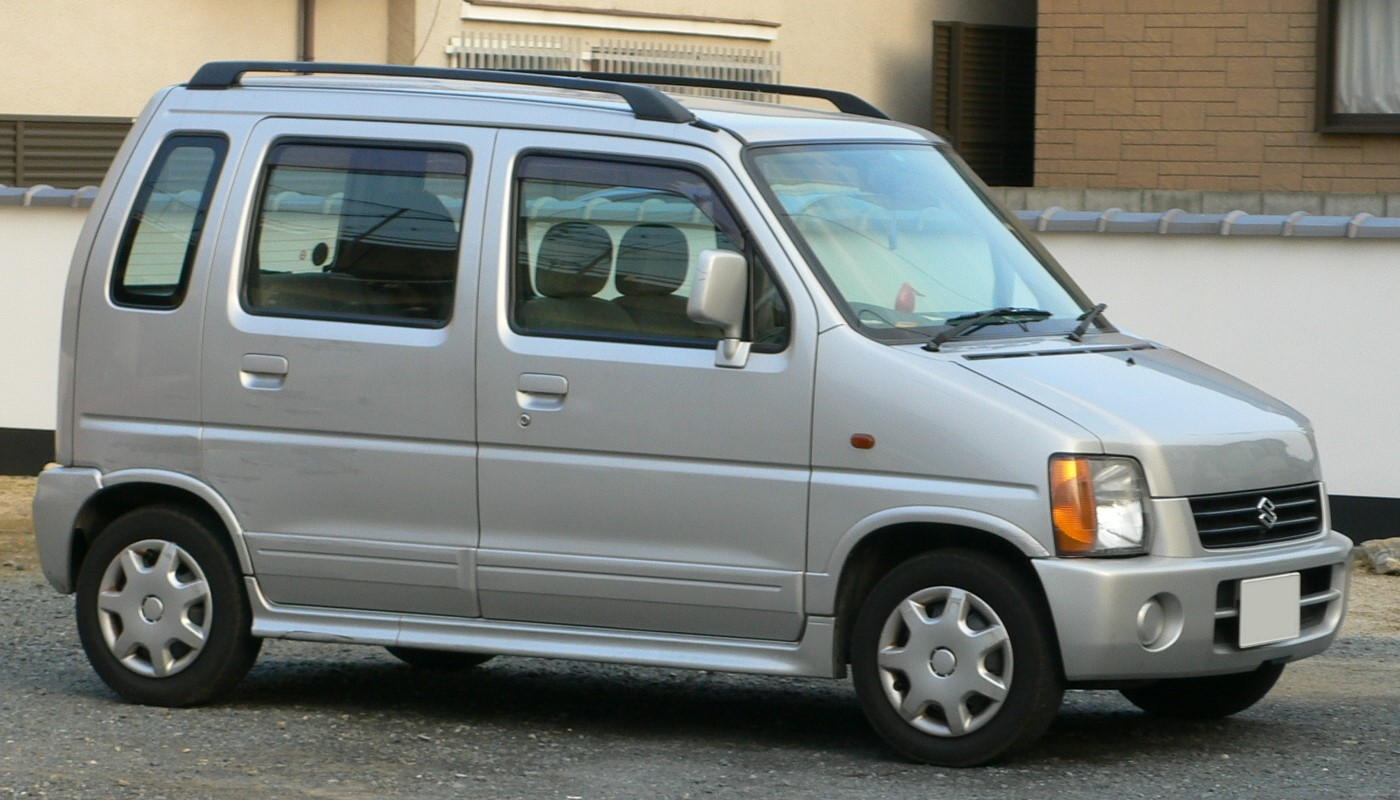
ワゴンRワイド 後期型（1998年5月 - 1999年5月）フロント
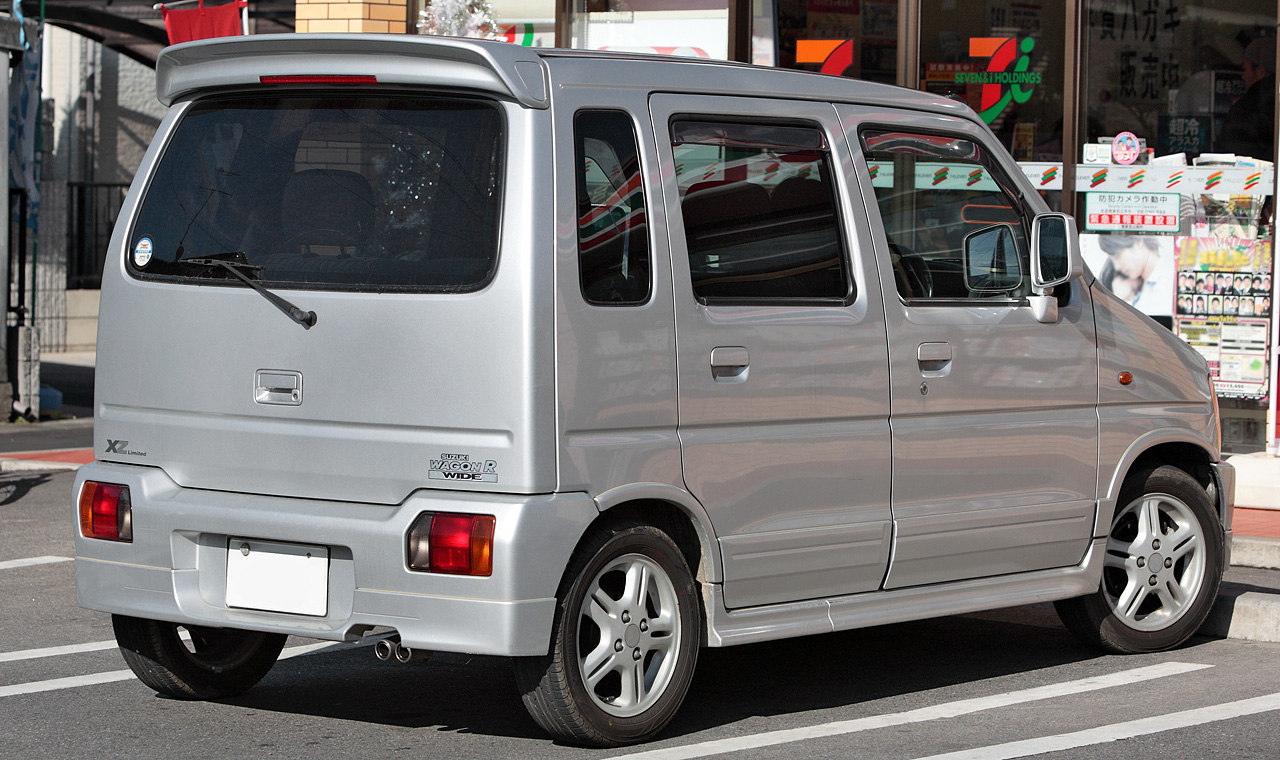
ワゴンRワイド 後期型（1998年5月 - 1999年5月）リア
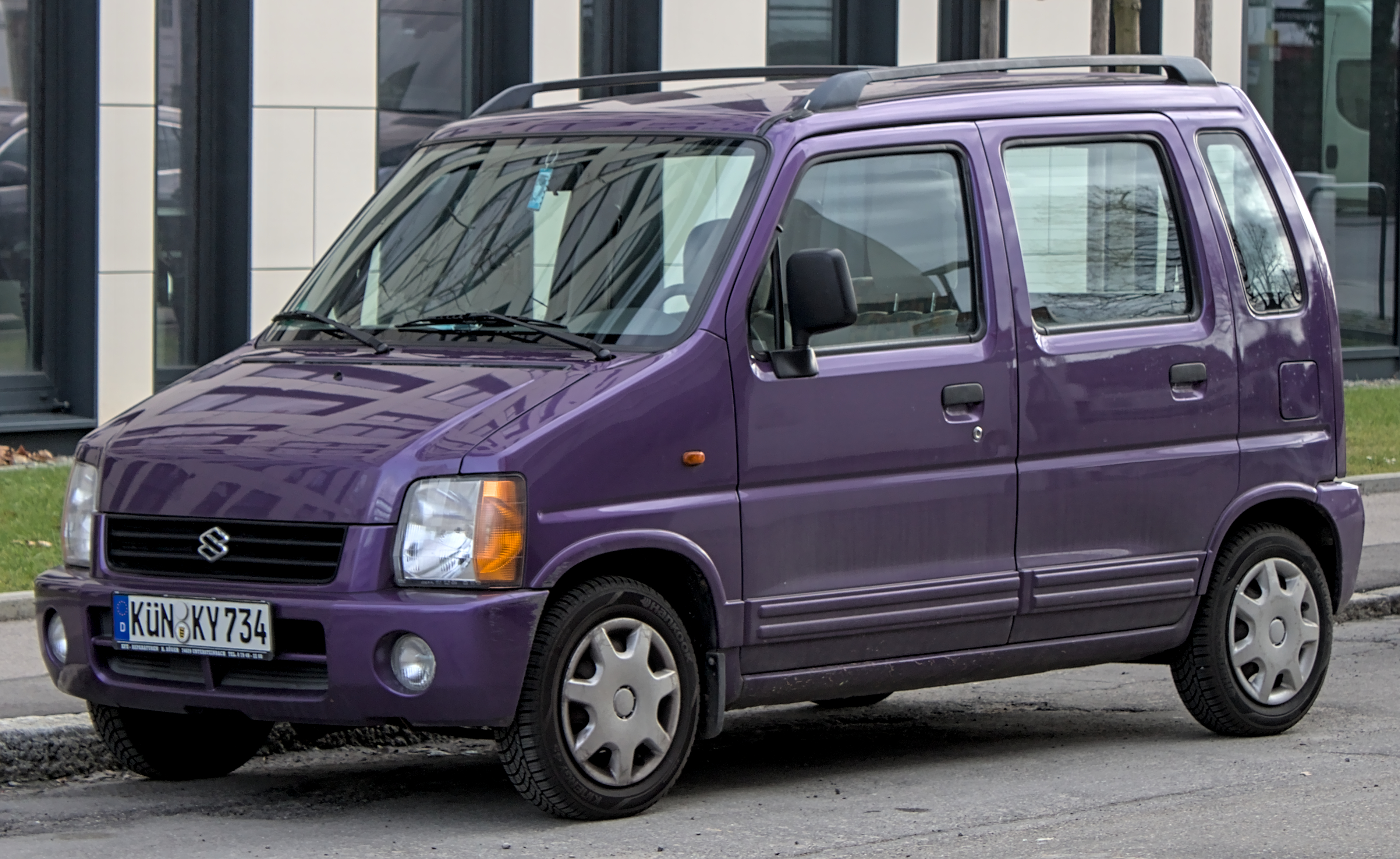
スズキ・ワゴンR+ 後期型（1998年5月 - 2001年）フロント
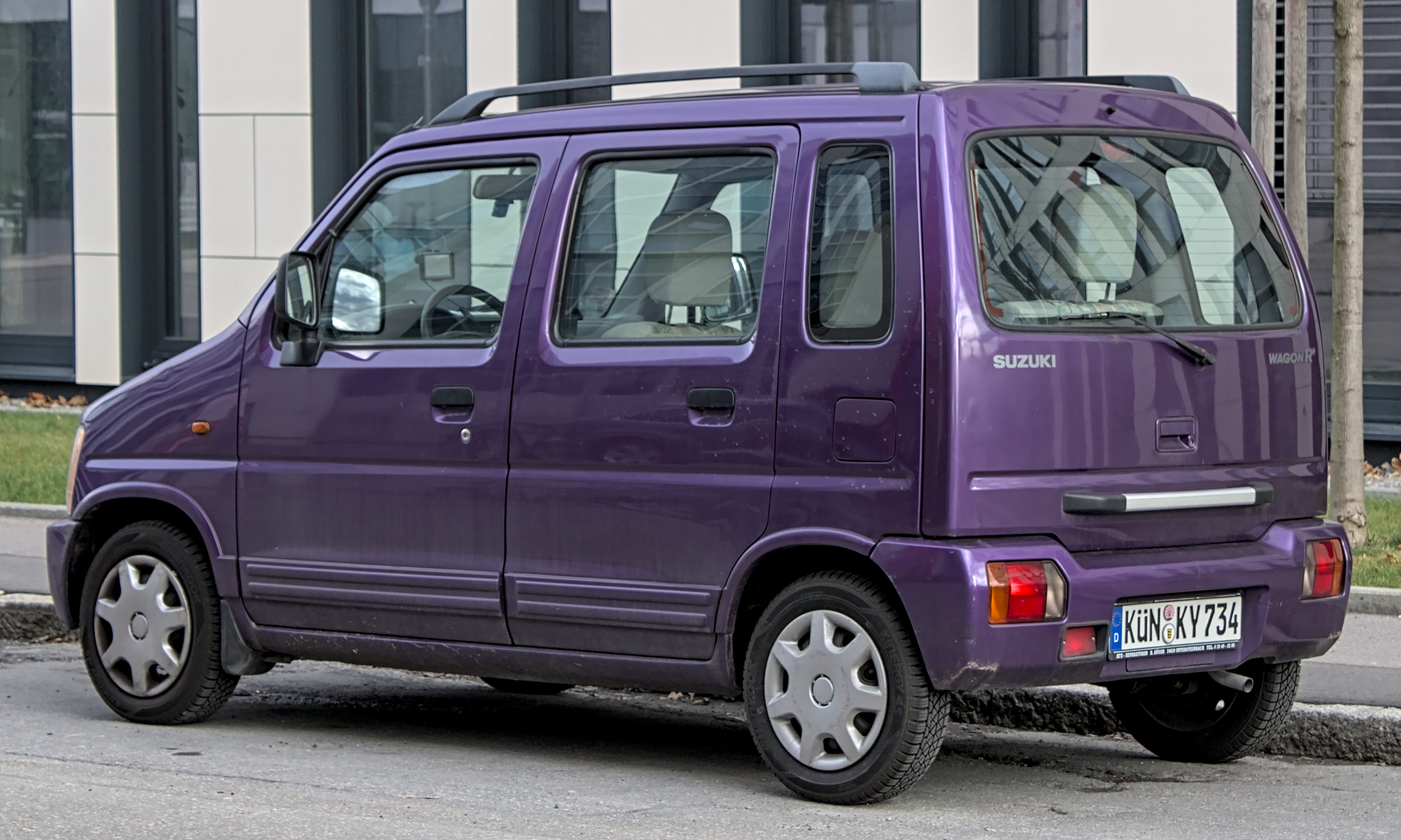
スズキ・ワゴンR+ 後期型（1998年5月 - 2001年）リア
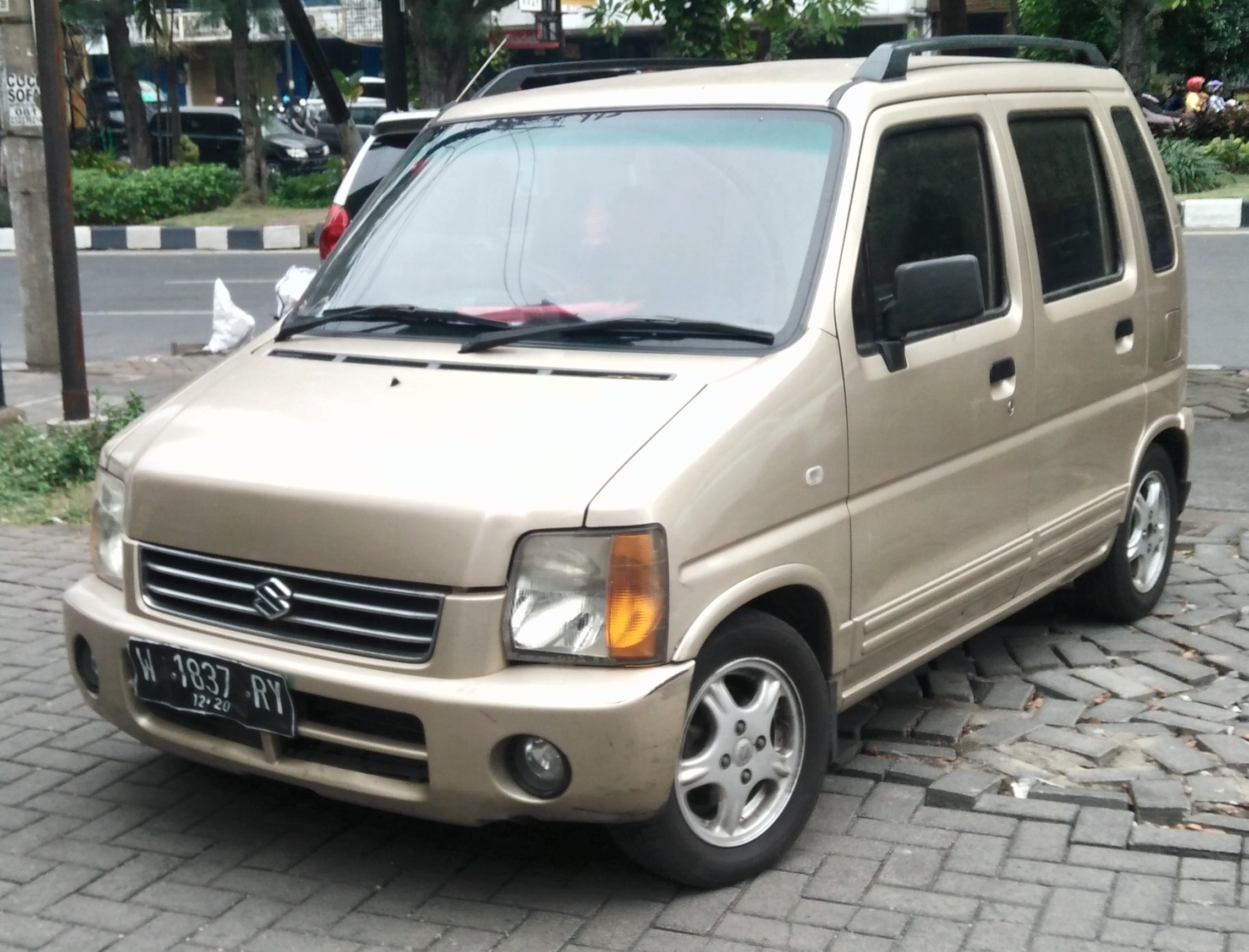
スズキ・カリムン GX フロント
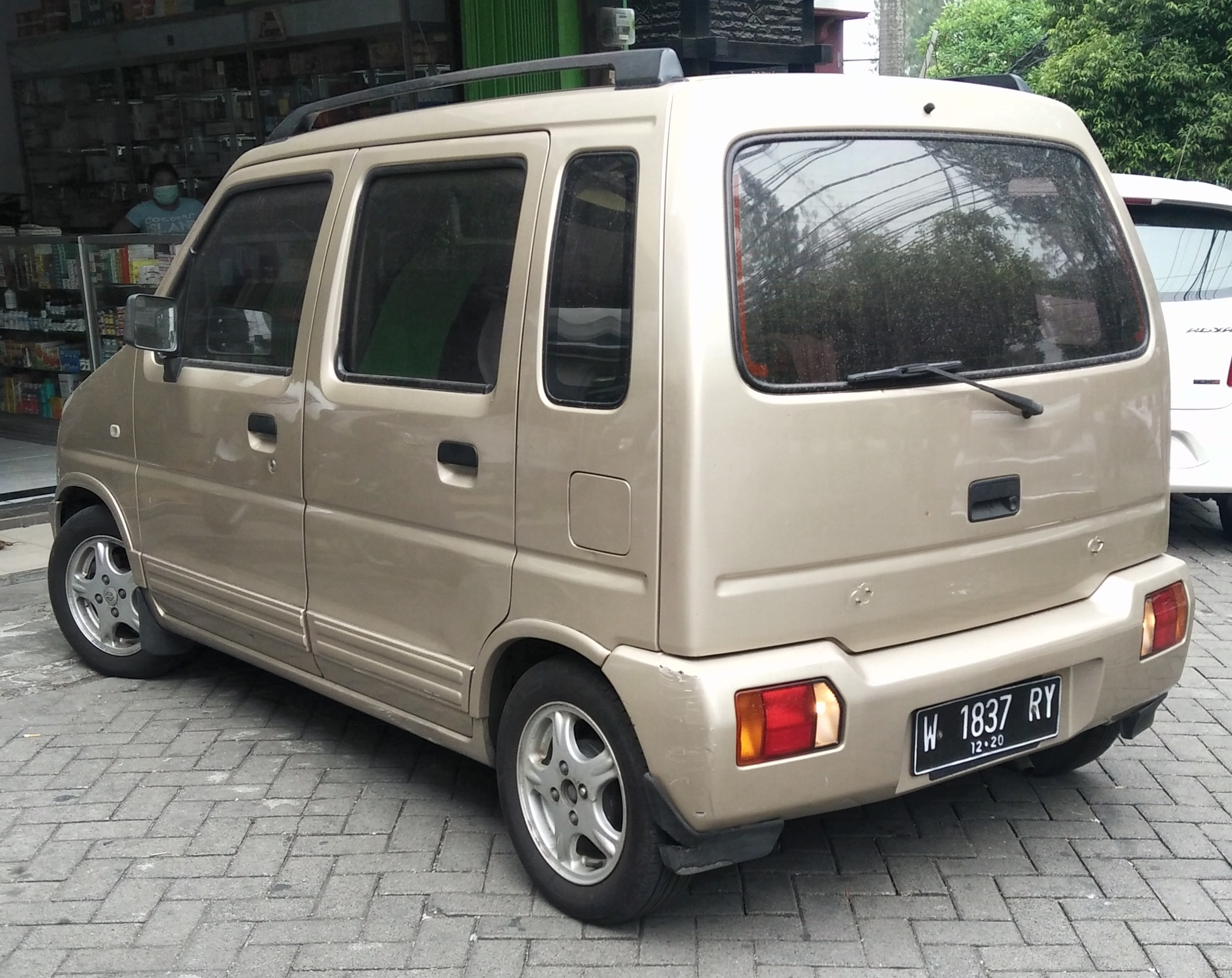
スズキ・カリムン GX リア

## 初代 ワゴンR+→ワゴンRソリオ→ソリオ （MA63S/64S/34S型、1999年-2011年）
日本国外での生産・販売を考慮し、最初から小型車用として完全新設計された新プラットフォームを採用している(但し内装の多くと外装の一部の部品はワゴンR(MC型)の部品を使用)。当初は1.0 L VVTエンジン（K10A型）を搭載する「XV」と1.0 L インタークーラーターボエンジン（K10A型）を搭載する「XL」の2タイプ。また、「XV」には標準仕様のほかに、「Lパッケージ」と「Sパッケージ」もラインナップされていた。

### 年表
- 1999年（平成11年）
  - 5月24日 - 「ワゴンRワイド」の後継モデルとして販売開始。
  - 10月1日 - 特別仕様車「XVエクストラ」を発売。「XV」をベースに、2DINサイズのオーディオ、フルホイールキャップを装備し、ドアハンドルとサイドモールを車体同色に変更しながら、ベース車の1万円高に抑えた。
  - 12月8日 - 特別仕様車「XTリミテッド」を発売。「XT」をベースに、CD・カセットオーディオや本革巻ステアリングホイールなどを装備した。
- 2000年（平成12年）
  - 2月1日 - スポーティで個性的な外内装を施した特装車「リミテッド」を発売。
  - 5月25日 - スズキ創立80周年を記念した特別仕様車「80周年記念車 XVエクストラII」を発売。MD・CD・カセットオーディオ・専用シート地などの上級仕様を装備しながら、お買い得な価格設定とした。

このモデルまではドアのタイヤサイズ欄に、純正サイズの「165/60R14」に加え，1インチダウンの「165/65R13」と「155/65R13」が併記されている。
  - 12月2日 - 一部改良。同時に車名が「ワゴンRソリオ」となり、車両型式がMA64S型に変更された。

従来の1.0 L4気筒DOHC16バルブ（K10A型）エンジン車は燃費性能を向上、グレード体系も見直され、標準仕様の「1.0 X」と、上級装備ながらお買い得価格とした「1.0 21世紀記念スペシャル」となった。また、1.3 L4気筒DOHC16バルブ（M13A型）を搭載し、同時期のワゴンR RRに似た個性的なフロントマスクとした「1.3」を新設定（車両形式MA34S型）。この時点で1.0 L4気筒DOHC16バルブインタークーラーターボ（K10A型ターボ）が廃止されている。
- 2001年（平成13年）9月5日 - スポーティな外装と上質感のある内装に仕上げた「1.0 SWT」、充実装備ながら車両本体価格を税抜99.8万円に抑えた「1.0 X-II」を追加。
- 2002年（平成14年）
  - 6月14日 - 一部改良。シートやインパネを見直し、使いやすさを向上。また、新グレードとして新デザインのフロントグリルなどを採用した「1.3 WELL」を追加。従来の「1.3」は「1.3 SWT」となる。「1.3 WELL」及び「1.3 SWT」には新デザインのリアコンビネーションランプを採用。1.0 L車は99万円からとしたお買い得グレードの「1.0 E」と装備を充実させた「S」となり、「X」・「X-II」・「21世紀記念スペシャル」・「1.0 SWT」は廃止となった。
  - 11月12日 - 1.3に99万円からのお買い得グレード「1.3 E」とスポーティな外装を施した「1.3 WELL S」を追加設定。なお、この変更により、1.0L車と「1.3 SWT」を廃止。
- 2003年（平成15年）12月12日 - 「WELL S」をベースによりスポーティな外装と充実装備を施した特別仕様車「Sリミテッド」を追加。フロントグリルは2000年12月に登場した最初の「1.3」を模したデザインである。
- 2004年（平成16年）
  - 5月12日 - 「WELL S」をベースにした特別仕様車「SリミテッドII」を発売（基本的な仕様は「Sリミテッド」と同一）。
  - 12月14日 - 「E」をベースに、快適性を重視した内装を施した特別仕様車「C-セレクション」を発売。
- 2005年（平成17年）8月17日 - 一部改良。2003年9月に「ワゴンR」が3代目へとモデルチェンジしてデザインに共通性がなくなったことを受け、名称から「ワゴンR」が外れ、車名が現在の「ソリオ」となった。2WD車は排ガス性能・燃費性能を向上、これにより、「平成17年排出ガス基準75%低減レベル（☆☆☆☆）」認定を取得し、「平成22年度燃費基準」を達成した。また、「E」と「WELL」は新デザインのフロントグリルを採用[注 4]。なお、この改良により「WELL S」は廃止。
- 2006年（平成18年）12月 - 仕様変更。ボディカラーのクールベージュメタリック、レイクブルーメタリック（「WELL」専用色）を廃止し、マルーンブラウンパール、アズールグレーパールメタリック（「WELL」専用色）を追加。
- 2007年（平成19年） - スイフト「SE-Z」に代わるパトカーとして国費による配備を開始。同年7月に仕様変更を行う。
- 2008年（平成20年）
  - 3月 - 欧州市場向けの後継車としてスプラッシュが発売。
  - 9月 - 仕様変更。ボディカラーにノクターンブルーパールを追加。
- 2009年（平成21年）9月 - 仕様変更。ボディカラーが一部見直され、「WELL」専用色のアズールグレーパールメタリックを廃止。
- 2010年（平成22年）12月[7] - 生産終了。在庫対応分のみの販売となる。
- 2011年（平成23年）1月 - ワゴンRから完全に独立した2代目と入れ替わって販売終了。

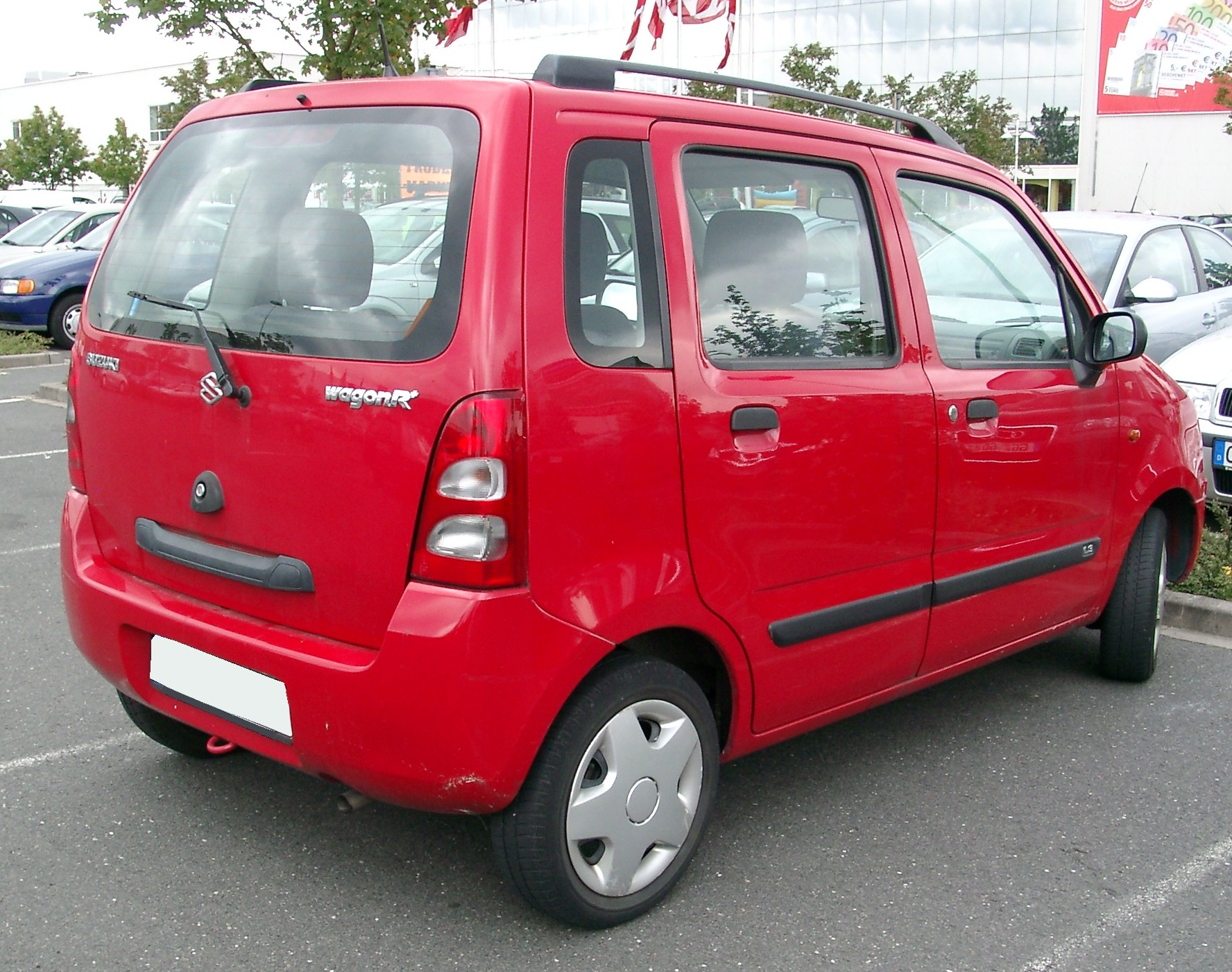
ワゴンRプラス（リア） ※ 画像は欧州仕様車
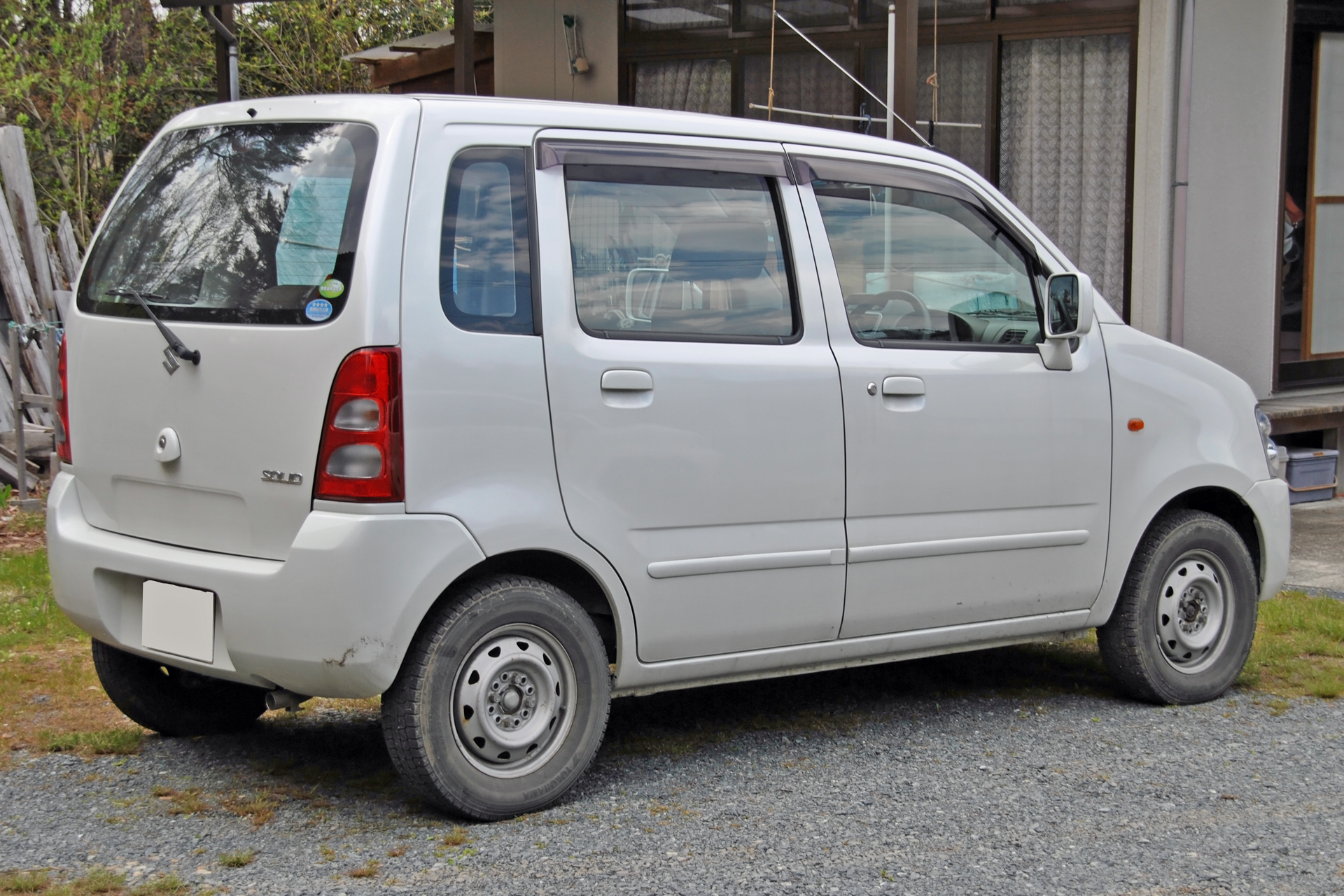
ソリオ（リア）
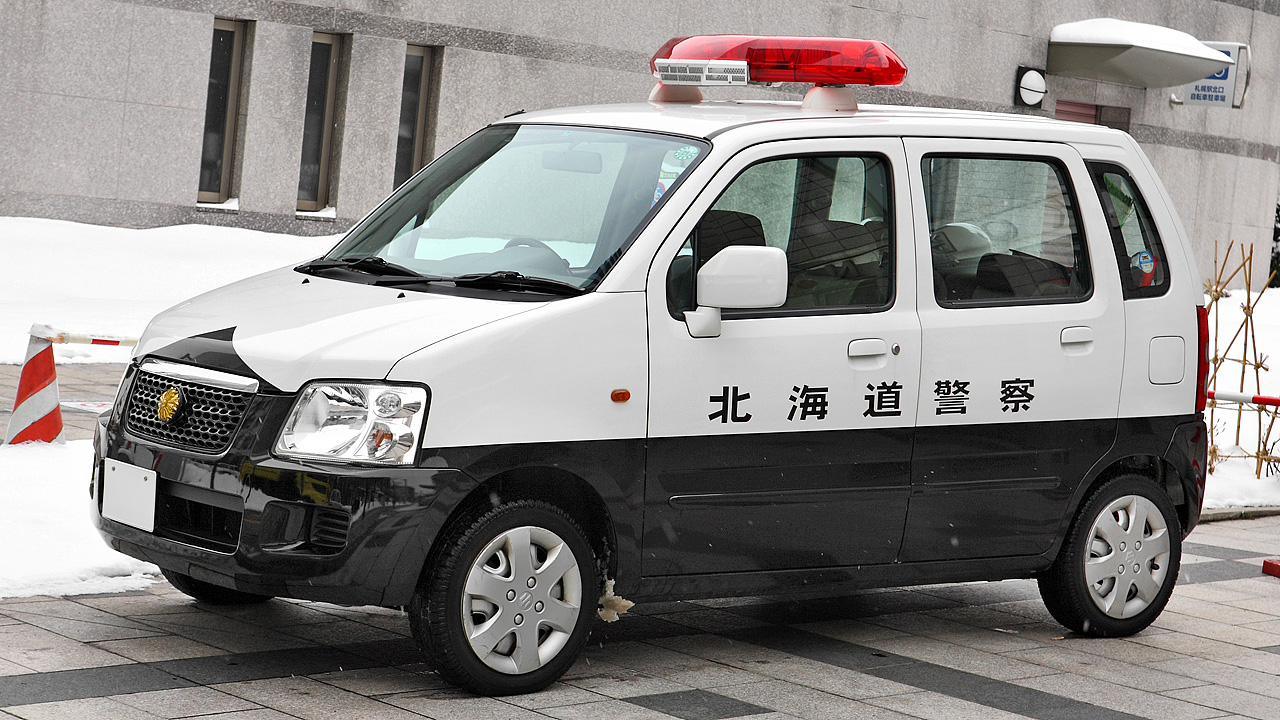
パトカー仕様

## 2代目 MA15S型（2011年-2016年）
2代目では、新たに開発したプラットフォームを採用し、完全にワゴンRから独立した。それにより、併せて室内長を2,100mm、室内高を1,345mmにそれぞれ拡大させ、コンパクトハイトワゴンとしては最大級の室内空間を実現。先代では前席左右でのみ可能だったウォークスルーも、前後席間の移動ができるセンターウォークスルーとなり、後席のフラットフロア形状も相まって、後席のスライドドアから乗り込んで直接運転席に着座することが可能となった。
エンジンは3代目スイフトと同じ吸排気VVTを備えるK12B型エンジン、トランスミッションは副変速機構付CVTをそれぞれ採用したことで走行性能・燃費を向上し、全車「平成17年基準排出ガス75%低減レベル（☆☆☆☆）」と「平成22年度燃費基準+25%」を同時に達成。初採用となった後席両側スライドドアには、挟み込み防止機構付のパワースライドドアとスライドドアクローザーを備えているほか、ワンタッチダブルフォールディングリアシート、左右独立リアシートスライド、キーレスプッシュスタートシステム、イモビライザーを標準装備し、4.3インチ液晶バックモニター付きCDプレーヤーをメーカーオプション設定（本装備を装着した場合、iPodやUSBメモリなどを接続して音楽を再生できるUSBソケットやステアリングオーディオスイッチも装備される）。
エクステリアはフロントにスケルトングリルを配置し、リアは横基調デザインのコンビネーションランプとバックドアガーニッシュを採用。スポーティー感を演出するアンダースポイラーも装備された。ボディカラーは3色の新色（グレースブルーパールメタリック、メロウブロンズパールメタリック、アーバンブラウンパールメタリック）を含む全6色を設定した。グレード体系は販売開始当初、装備を充実した「X」とディスチャージヘッドランプ（オートライト機能付、「X」にもメーカーオプションで装備可能）、フロントマルチリフレクターハロゲンフォグランプ、LEDサイドターンランプ付ドアミラーなどを装備し、SRSカーテンエアバッグとヒルホールドコントロール付ESPのセットオプションも選べる上級グレードの「S」の2グレードが用意される。なお、三菱自動車工業へOEM供給することも合わせて発表された。
CMには男性アイドルグループのKAT-TUNが起用された。

### 年表
- 2010年（平成22年）12月24日 - 11年7か月ぶりにフルモデルチェンジ。発売は2011年1月7日。
- 2011年（平成23年）
  - 2月 - 「G」を追加発売。「X」から、フロントシートSRSサイドエアバッグ、オートエアコン、メッキインサイドドアハンドル、ワンタッチダブルフォールディングリアシート、左右独立リアシートスライド、スポイラー（フロント・サイド・リア・ルーフエンド）、フロントスタビライザーを省き、スピーカーを6スピーカーからフロント2スピーカーに、ホイールをアルミホイールからフルホイールキャップにグレードダウンした廉価グレードで、2WD車のみの設定。また、室内長は他のグレードよりも30mm長い2,130mmとなる。
  - 3月10日 - 三菱自動車工業へ「デリカD:2」（MB15S）としてOEM供給開始[11]。
  - 7月1日 - 仕様変更。ボディカラーに「シルキーシルバーメタリック」を追加。
  - 11月25日 - 特別仕様車「BLACK&WHITE」を発売。併せてアイドリングストップシステムを搭載した「G アイドリングストップ」・「X アイドリングストップ」・「S アイドリングストップ」を追加。

特別仕様車「BLACK&WHITE」は、「S」をベースに、フロントのスケルトングリルをブラックメッキに変更し、アルミホイール（専用デザインに変更し、サイズを15インチに拡大）とバックドアガーニッシュにガンメタリック塗装を、ヘッドランプのポジションレンズ部にスモーク調のアイラインを施し、左右フロントフェンダーに専用エンブレムを、フロントフォグランプベゼル内に白色のLEDイルミネーションを装備するとともに、セーレンの「ラックススエード」を採用したシート表皮（背もたれと座面の中央部分に採用）、フロアマット、インパネトレーマットに黒とグレーのチェック柄を、オーディオスイッチ付本革巻ステアリングホイール・本革巻シフトノブの一部とインパネセンターガーニッシュにピアノブラック調を施し、運転席シートヒーター（2WD車のみ、4WD車はベース車に標準装備）も装備した。ボディカラーは名前に合わせて「ブルーイッシュブラックパール3」と「パールホワイト（オプションカラー）」の2色とした。
アイドリングストップ搭載車はJC08モードで燃費を1.2km/L向上（20.0km/L→21.2km/L、平成27年度燃費基準達成）するとともに、車両の安定走行をサポートするヒルホールドコントロール付ESPも標準装備（なお、「S アイドリングストップ」は「S」ではヒルホールドコントロール付ESPとのセットオプションで装備できるSRSカーテンエアバッグが非装備となる）され、アイドリングストップシステム搭載車の証としてバックドアに「IDLING STOP」エンブレムが装着される。なお、「BLACK&WHITE」にもアイドリングストップシステムとヒルホールドコントロール付ESPを追加装備した「BLACK&WHITE アイドリングストップ」が設定される。
- 2012年
  - 初頭より、初代に続いて警察の小型パトカーとして導入が開始された。
  - 2月27日 - 一部改良。アイドリングストップシステム搭載車を除く2WD車（特別仕様車の「BLACK&WHITE」を含む）において、CVTオイルを低粘度タイプに変更して、CVT内の摩擦抵抗（フリクション）を低減し、燃料消費を減らしたことでJC08モードによる燃費を向上（20.0km/L→20.6km/L）。この改良により、「平成27年度燃費基準」を達成した。
  - 6月18日 - 一部改良（2型）。

「X」・「S」はアルミホイール・タイヤを15インチに拡大。全車にグリップ（後席両側）、防眩式ルームミラー、時間調整付フロント間欠ワイパーを採用。ボディカラーは「メロウブロンズパールメタリック」に替わり、「ルナグレーパールメタリック」を追加した。アイドリングストップ搭載車はCVTオイルの低粘度化によりCVT内の摩擦抵抗を減らしたことで燃費を向上（21.2km→21.8km/L）。さらに、廉価グレード「G」には15インチタイヤ・アルミホイールを装備した4WD車「G4」を追加した。特別仕様車「BLACK&WHITE」はベース車に準じた改良を受け、販売を継続。
同時に、専用デザインを採用した派生モデル「ソリオ バンディット」（SOLIO BANDIT。以下「バンディット」）を発表（6月28日販売開始）。フロントフェイスは、アッパーグリルにピアノブラック塗装とメッキを組み合わせ、ロアグリルにもピアノブラック塗装を採用。ディスチャージヘッドランプには、鋭い眼光をイメージさせるLEDポジションランプを内蔵した。リアデザインは、バックドアガーニッシュにフロントアッパーグリル同様に、ピアノブラック塗装とメッキを組み合わせ、リアコンビランプのリフレクターにメッキを施した。バンパーは立体感ある造形デザインとし、アルミホイールを専用デザインに変更。内装はブラック基調でまとめ、シート表皮は濃灰色・紫色・青色を織り交ぜたストライプ柄とした。機能面では、リクエストスイッチや携帯リモコンキーで施錠すると自動でドアミラーを格納するリモート格納ミラーを装備した。ボディカラーは新色の「ルナグレーパールメタリック」に加え、「バンディット」専用色の「ミステリアスバイオレッドパール」と「パールメタリックカシミールブルー」を含む7色を設定した[注 6]。
  - 12月6日 - 特別仕様車「BLACK&WHITE II」を発売。

2011年11月に発売した「BLACK&WHITE」の仕様を向上。今回はスケルトンタイプのフロントグリルをブラックメッキからチタン色に変更するとともに、ヘッドランプもチタン色で統一。15インチアルミホイール（ガンメタリック塗装）のデザインを変更し、ドアミラーのサイドターンランプにLEDを採用。リアコンビランプはリフレクターにメッキを施した「バンディット」仕様となり、新たにチェック柄の専用ルームミラーカウルとリモート格納ミラーを追加。また、ベースグレードを「S」から「X」に変更したことで価格を108,150円値下げした。なお「S」ベースの「BLACK&WHITE」に標準装備されていたオートライトシステム付ディスチャージヘッドランプと後席右側パワースライドドア（挟み込み防止機構付）、バックモニター付CDプレーヤー装着車に追加装備されているステアリングオーディオスイッチの3点をセットオプションとして設定した（セットオプションを装備した場合、以前の「BLACK&WHITE」と同額になる）。
- 2013年（平成25年）
  - 1月23日 - 最廉価グレード「G」をベースに、スポイラー（フロントアンダー・サイドアンダー・リアアンダー・ルーフエンド）を装備してスポーティな外観とするとともに、シルバーステッチを施した専用シート表皮、インパネ、ドアトリムクロス、フロントドアアームレストを黒で統一し、精悍で引き締まった印象の内装とした特別仕様車「Gリミテッド」を発売。本仕様車では、ベースグレードでは設定されていない4WD車も設定される。
  - 11月18日 - マイナーチェンジ（3型）。

アイドリングストップシステム搭載車と4WD車は熱効率を高めるデュアルインジェクションシステムやノッキング抑制効果を高めるクールドEGRシステムなどを搭載した「デュアルジェットエンジン」に置換するとともに、アイドリングストップシステム搭載車には減速エネルギー回生機構「エネチャージ」をはじめとした「スズキグリーンテクノロジー」を採用したことで燃費を向上。アイドリングストップシステム搭載車は「平成27年度燃費基準+20%」を、4WD車も「平成27年度燃費基準」達成した。なお、アイドリングストップ搭載車のうち、「G アイドリングストップ」は廃止され、既存グレードは「X-DJE」・「S-DJE」・「バンディット-DJE」に改名。併せて、アイドリングストップシステム搭載車を4WDにも拡大した（アイドリングストップシステム搭載の4WD車は「平成27年度燃費基準+10%」達成）。
ノーマルのソリオはフロント周りやリアバンパーが一新され、「X-DJE」・「S-DJE」にはヘッドランプガーニッシュとフロントグリルにブルーメッキを採用。「G」を除く全グレードに装備されている15インチアルミホイールを切削加工を施した新デザインに変更した。内装はブラック基調で統一し、シート中央部分には立体的なストライプ柄を取り入れるとともに、ステアリングは3代目スイフトと同じデザインに変更した。
ボディカラーは入れ替えを行い、ソリオ専用色の「グレースブルーパールメタリック」を廃止する代わりに、バンディット専用色だった「パールメタリックカシミールブルー」をソリオでも設定できる共通カラーに移行。「クラッシーレッドパール」と入れ替えで「フェニックスレッドパール（5代目ワゴンRスティングレー採用色）」を設定、「シルキーシルバーメタリック」をソリオ専用色に移行する代わりにバンディットには「スチールシルバーメタリック（オプションカラー、スペーシアカスタム・5代目ワゴンRスティングレー採用色）」を設定、「ルナグレーパールメタリック」は廃止となり、ソリオには新たな専用色として「フィズブルーパールメタリック（5代目ワゴンR採用色）」が追加された。なお、シリーズ全体で3色を追加したが、一部ボディカラーは2型まで設定されていた既存カラーの差し替えである。
全タイプ、メーターはタコメーター付常時照明式自発光メーターを採用し、アイドリングストップ搭載車はステータスインフォメーションランプやエネルギーフローインジケーターを備えた専用メーターを採用。リアコンビランプのストップランプをLED化し、ルーフエンドスポイラーのデザインを変更した。装備面も充実し、全車後席左側（助手席側）ワンタッチパワースライドドア（挟み込み防止機構付）を標準装備（「S」・「S-DJE」は後席右側（運転席側）にも標準装備、「バンディット」・「バンディット-DJE」は後席右側（運転席側）にメーカーオプション設定）したほか、「G」・「G4」を除く全車に折り畳み式のパーソナルテーブルとトップシェード付フロントガラスを、4WD車に助手席シートヒーターを、「G」を除く全車にリアヒーターダクトをそれぞれ装備した。
特別仕様車の「Gリミテッド」、「BLACK&WHITE II」もベース車に準じた改良を行い、販売を継続（「BLACK&WHITE II」は助手席シートヒーターを2WD車（アイドリングストップ搭載車を含む）にも装備し、アイドリングストップ搭載車は「BLACK&WHITE II-DJE」に改名、「Gリミテッド」は新たにトップシェード付フロントガラスを特別装備）。
- 2014年（平成26年）
  - 2月6日 - コンパクトハイトワゴン（総排気量1.5L以下・全高1,550mm以上の2列シート5ドアワゴン）で初めて、ミリ波レーダー方式による衝突被害軽減ブレーキをはじめとする先進の安全装備を備えた「レーダーブレーキサポートII装着車」を追加発売[12]。

本装着車は「X」・「S」・「BANDIT」・「BLACK&WHITE II」（左記のDJE系グレードを含む）に設定されており、同社製軽自動車の一部車種に設定されている「レーダーブレーキサポート」の性能を高め、レーザー方式よりも検知可能距離が長く、夜間や悪天候時でも検知できるミリ波方式を採用し、ロアグリルの左側に配置されたレーダーにより、「レーダーブレーキサポート」に備わっている低速走行時（約5～30km/h）における自動ブレーキ機能に加え、前方の車両と急接近し衝突の可能性があると検知した際にブザー音とメーター内の「BRAKE」表示で警告を発し、ブレーキ操作などを促す「前方衝突警報機能」と前方の車両との衝突の可能性が高い時にドライバーが強くブレーキを踏むと自動でブレーキアシストを作動させて制動力を高める「前方衝突被害軽減ブレーキ アシスト機能」の2点を追加したことで、衝突回避または衝突時の被害軽減をより一層アシストする「レーダーブレーキサポートII」、急ブレーキを検知したときの車両速度が約55km/h以上の場合にハザードランプを高速点滅させることで後続車に注意を促すエマージェンシーストップシグナル、高速運転や長距離運転の補助になるクルーズコントロールシステムの3点を追加するとともに、「X」・「S」・「BANDIT」・「BLACK&WHITE II」はDJE系では標準装備されているESPも追加装備した。
  - 8月4日 - 一部改良[13]。

「X」・「S」・「BANDIT」及び特別仕様車「BLACK&WHITE II」（左記のDJE系グレードを含む）は従来の「レーダーブレーキサポートII装着車」を統合したことで、レーダーブレーキサポートII、エマージェンシーストップシグナル、ESP（DJE系グレードは発売当初より標準装備済み）、クルーズコントロールシステムを標準装備化。更に、ESPを「G」・「G4」及び特別仕様車「Gリミテッド」にも標準装備したことで全車標準装備となった。ボディカラーはカタロググレード及び特別仕様車「Gリミテッド」において、「BANDIT」追加時から設定されていた「パールメタリックカシミールブルー」の替わりに、3代目MRワゴンWit採用色である「コメットグリーンパールメタリック」を全車に追加した。
  - 12月18日 - 特別仕様車「BANDIT J STYLE」を発売[14]。

「BANDIT」・「BANDIT-DJE」をベースに、外観はLEDサイドターンランプ付ドアミラーとアウタードアハンドルをゴールドに、ガーニッシュ（バックドア・フロントグリルアッパー）をゴールドメッキに変更し、左右フロントフェンダーにJ STYLEエンブレムを装着。内装はドアアームレスト・ステアリングガーニッシュ・ステアリングステッチ・メーターリング・シフトノブスイッチ・エアコンルーバーガーニッシュにゴールド加飾を施し、ファブリックシート表皮はブラックを基調に金箔をイメージした模様があしらわれた。また、専用デカール（ボンネット・ボディーサイド）、ファブリックシート表皮とデザインを統一した専用フロアマット、「J STYLE」ロゴを入れた黒の専用携帯カバーを同梱した（販売店装着）。装備面では、LEDフロントフォグランプ、プレミアムUV&IRカットガラス（フロントドア）を特別装備し、後席ワンタッチパワースライドドア（挟み込み防止機構付）はベース車に標準装備されている後席左側に加えて後席右側にも特別装備して後席両側にグレードアップ。2WD車は4WD車に標準装備されている運転席・助手席シートヒーターも特別装備。さらに、バックアイカメラをオプション設定した（使用の際、バックアイカメラ対応純正ナビゲーションと電源ボックスが別途必要）。ボディカラーは4色を設定する。
- 2015年（平成27年）
  - 4月1日 - 仕様変更。新たに設けられた「平成32年度燃費基準」を「X-DJE」・「S-DJE」・「BANDIT-DJE」の2WD車で達成した。
  - 7月[15] - 生産終了。在庫対応分のみの販売となる。
  - 8月 - 3代目と入れ替わる形で販売終了。

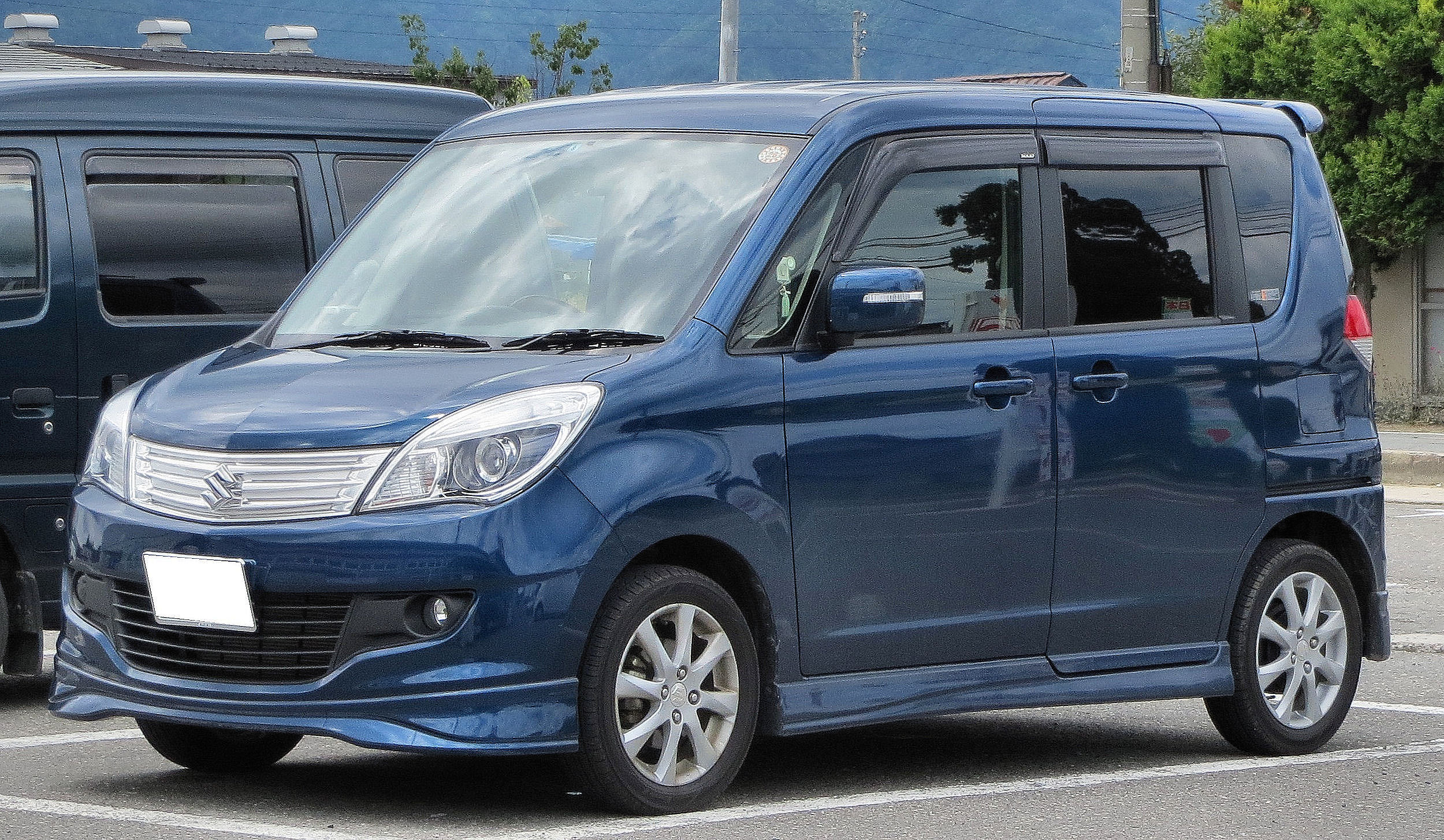
S （2型） 2012年6月 - 2013年11月
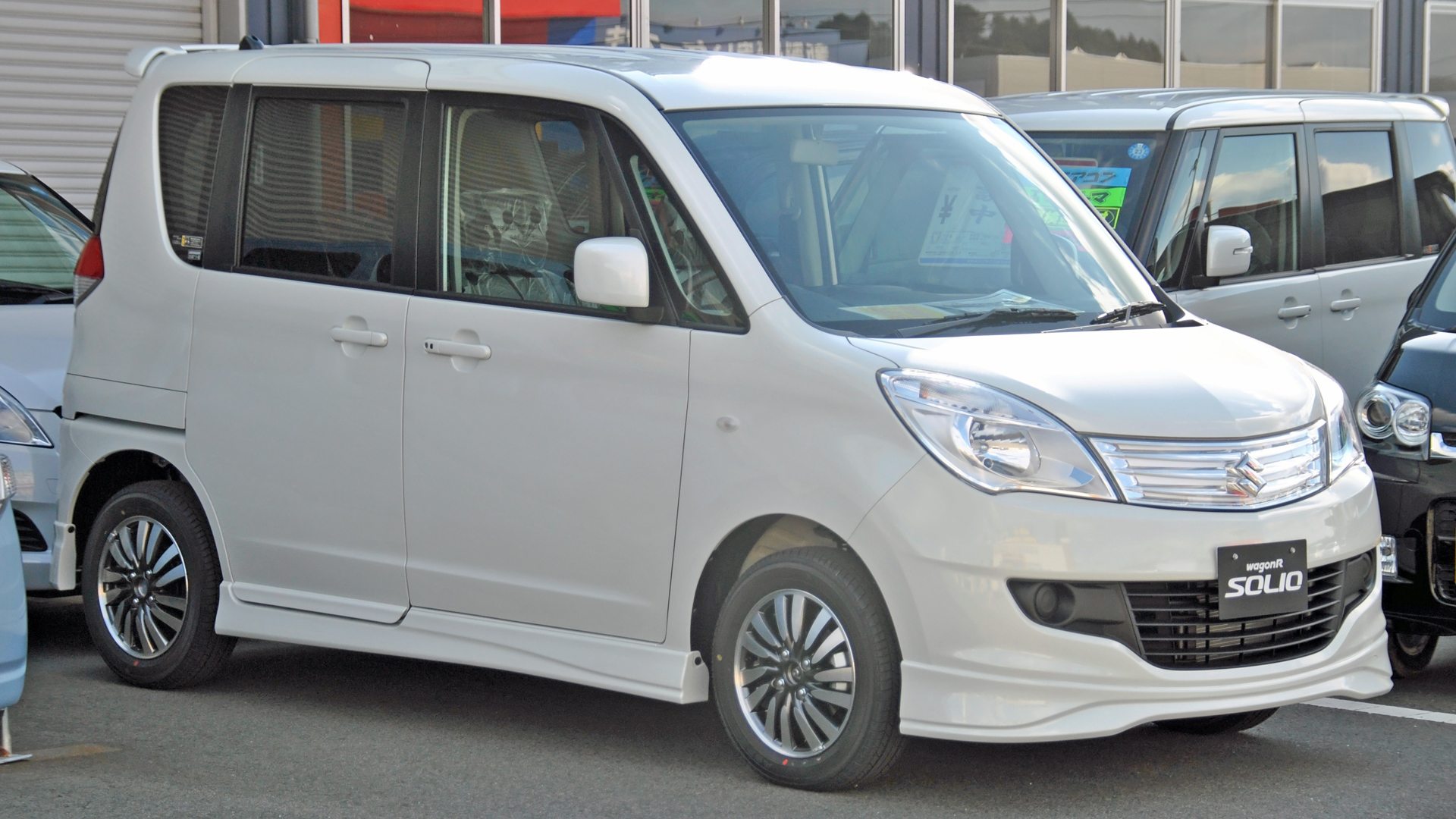
X （1型） 2010年12月 - 2012年6月
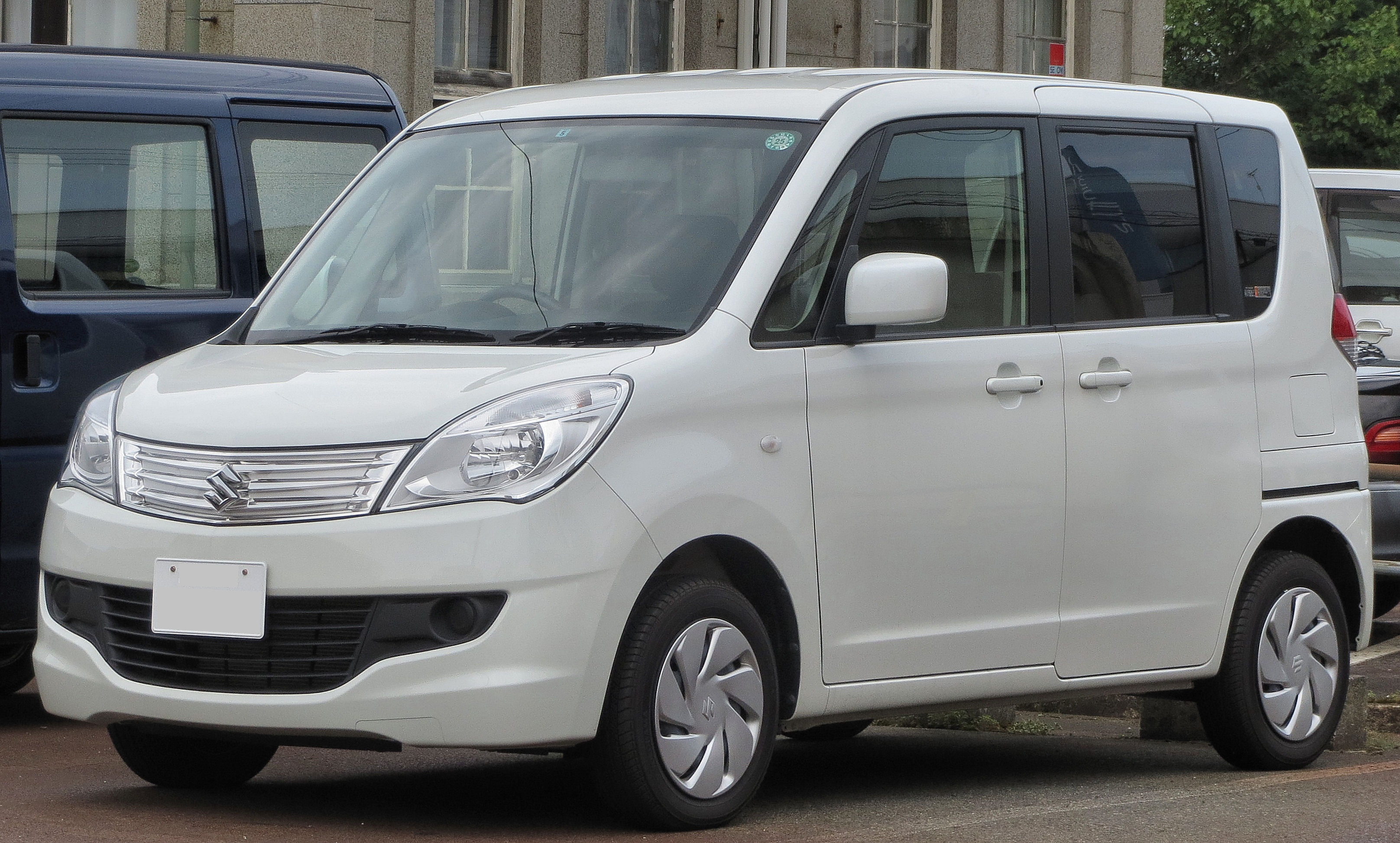
G（1型）
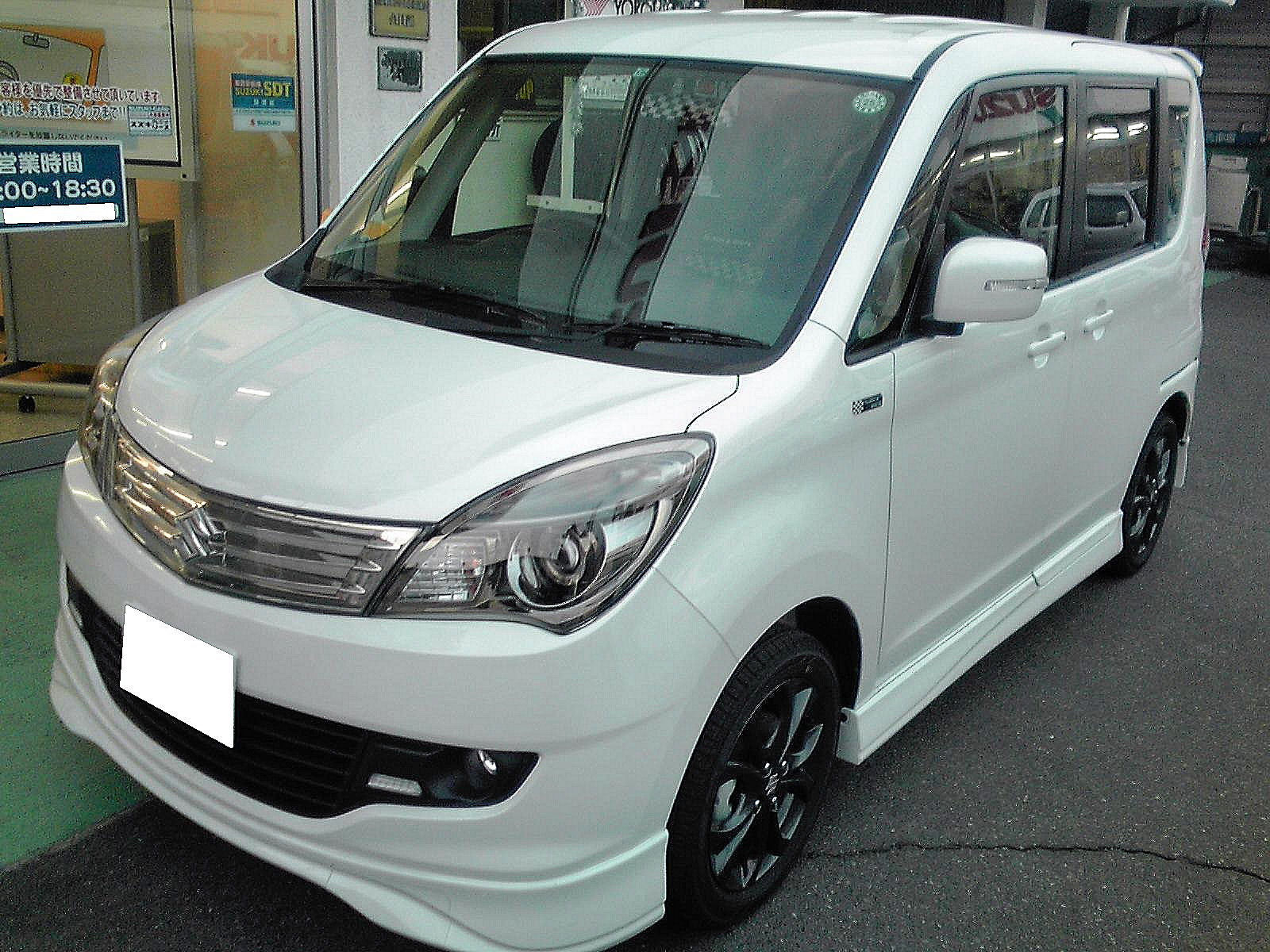
BLACK&WHITE II（2型）
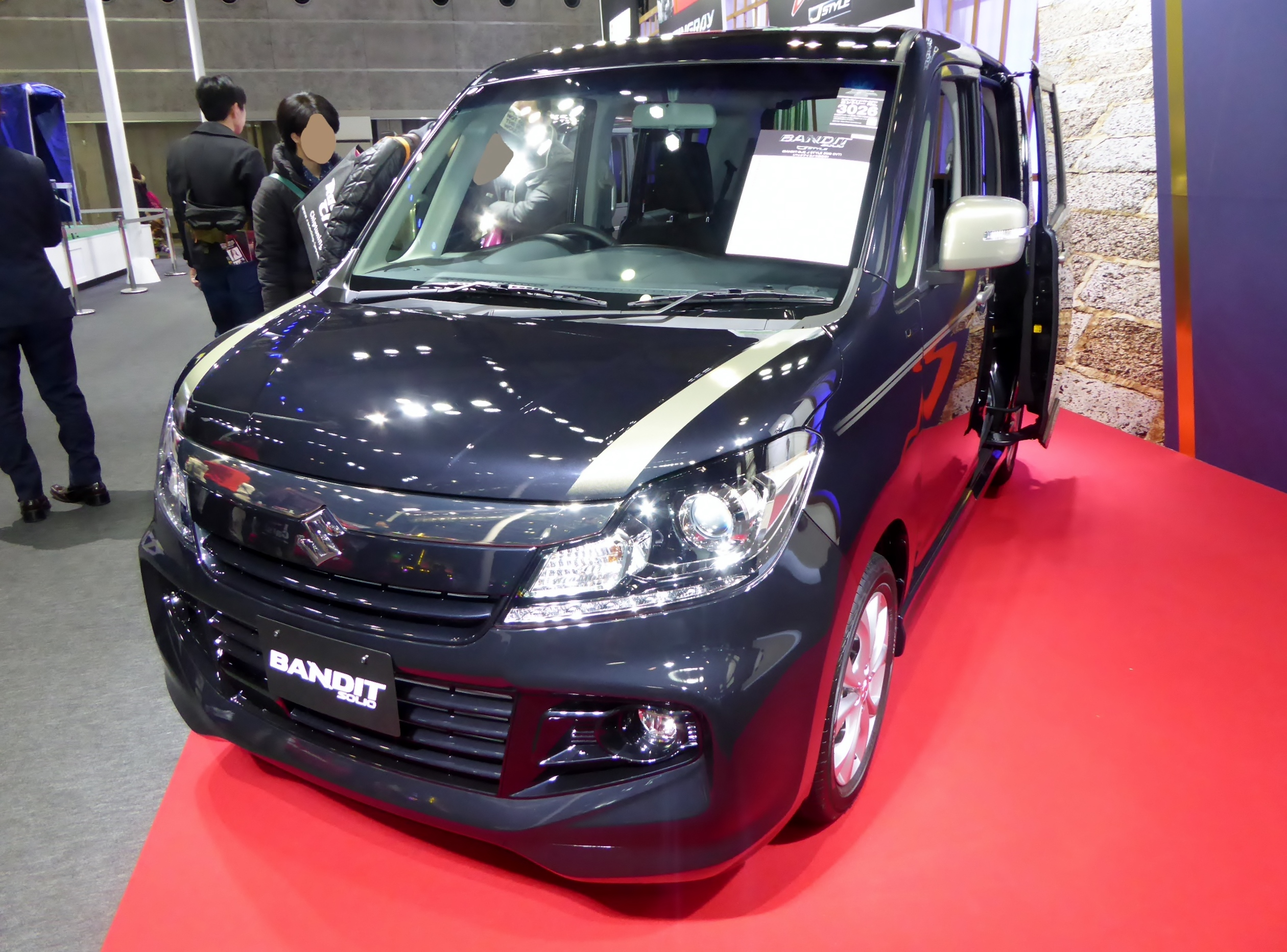
BANDIT J STYLE

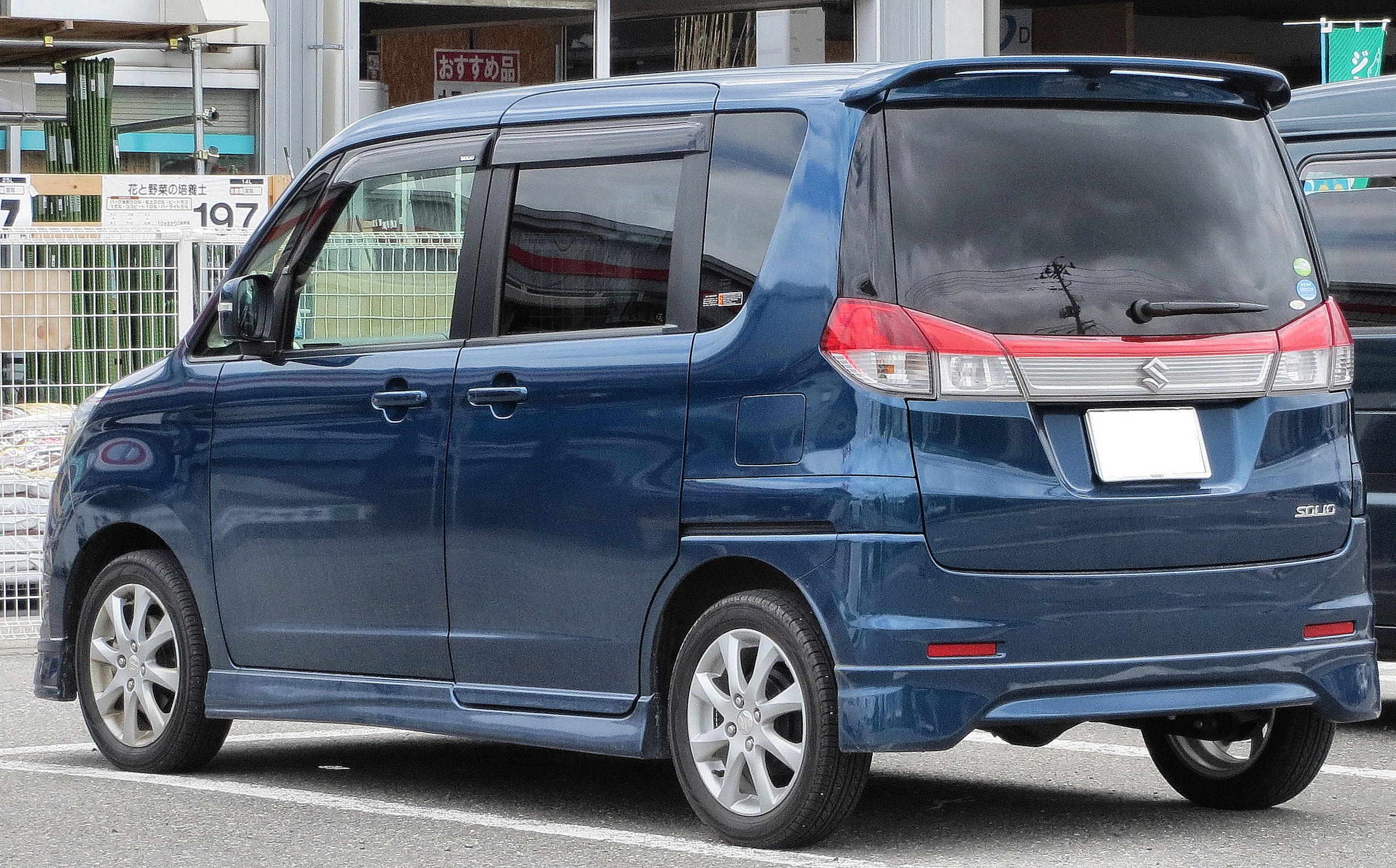
S（2型・リア）
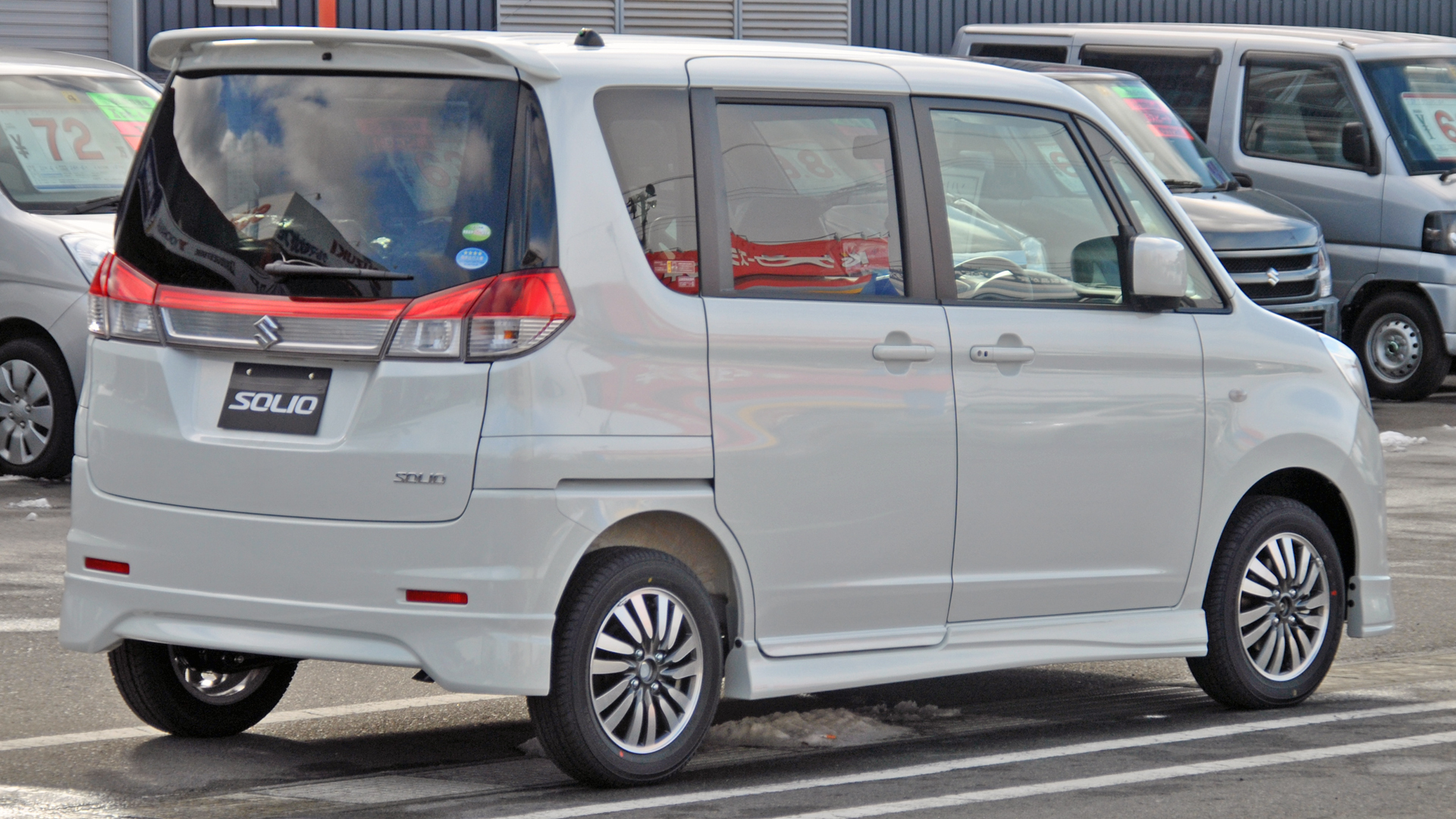
X（1型・リア）
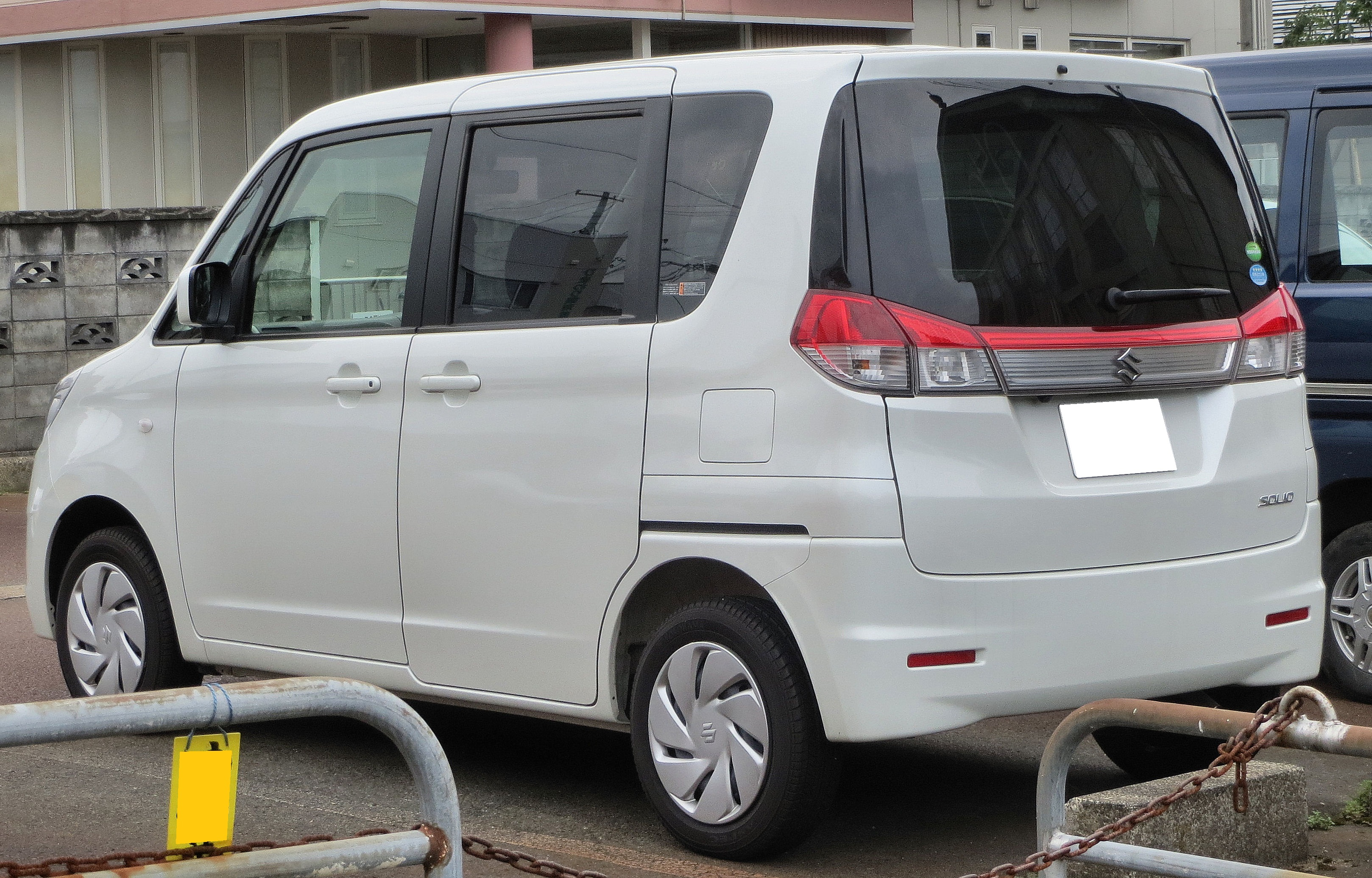
G（2型・リア）
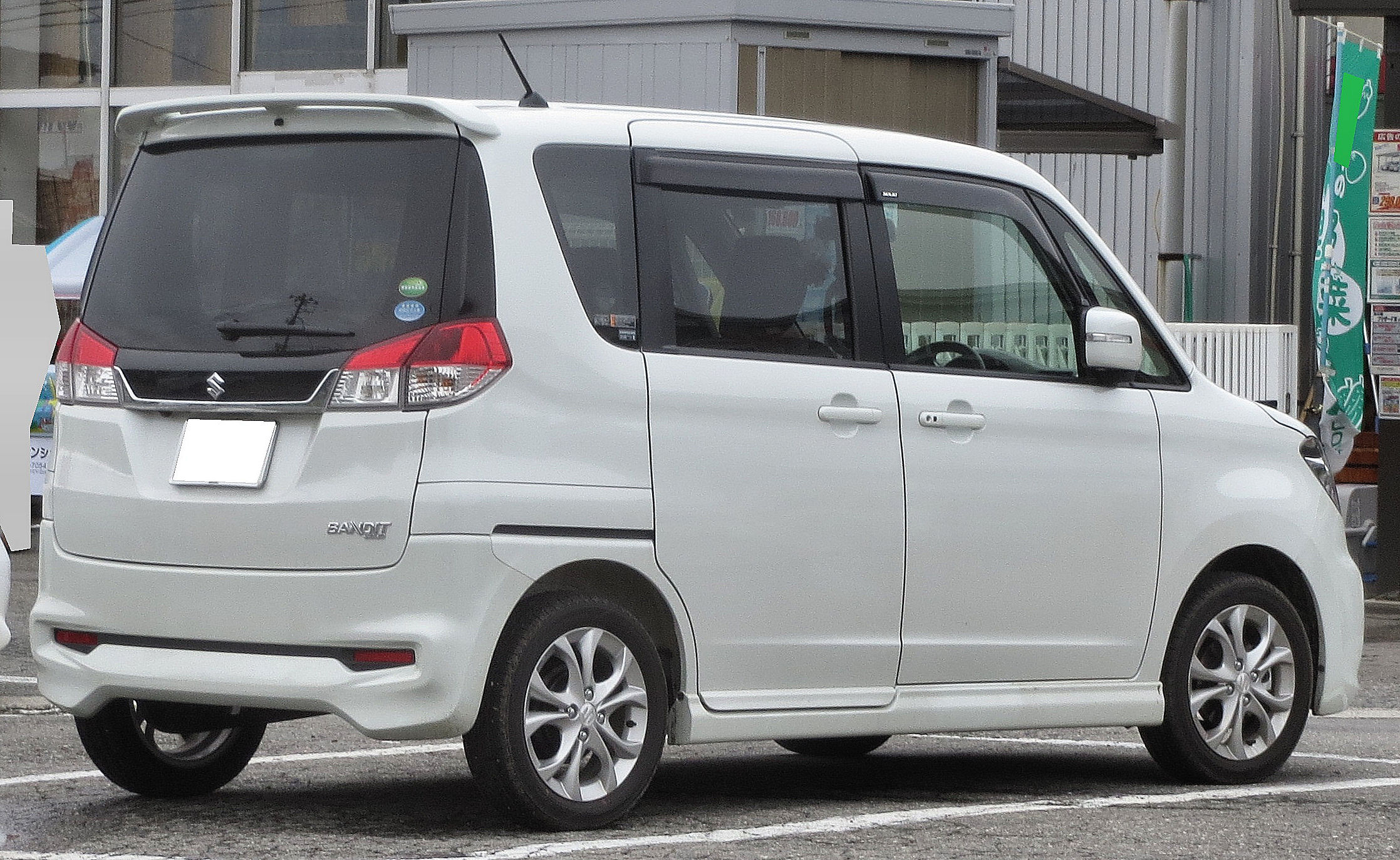
バンディット（2型・リア）
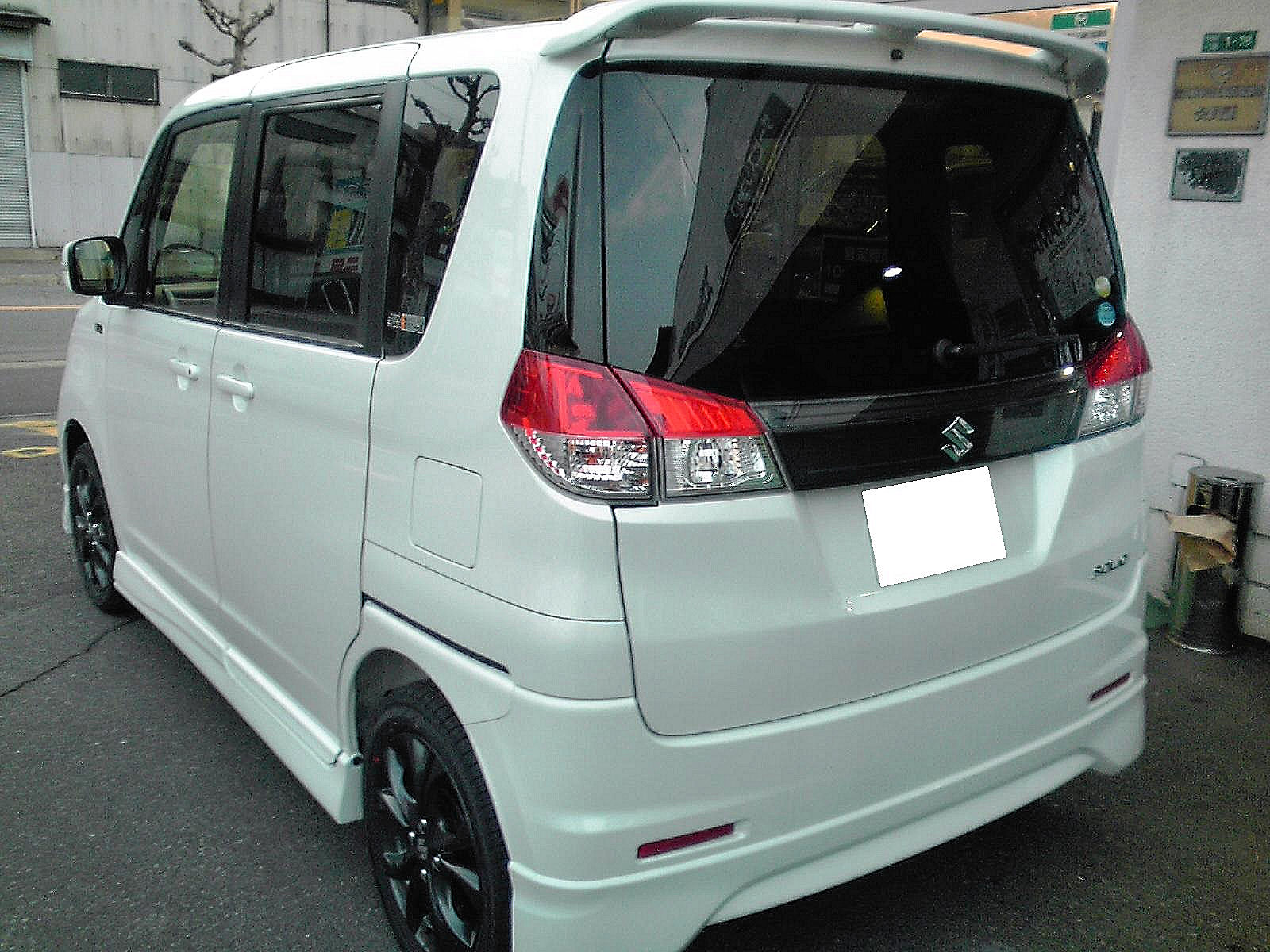
BLACK&WHITE II（2型・リア）
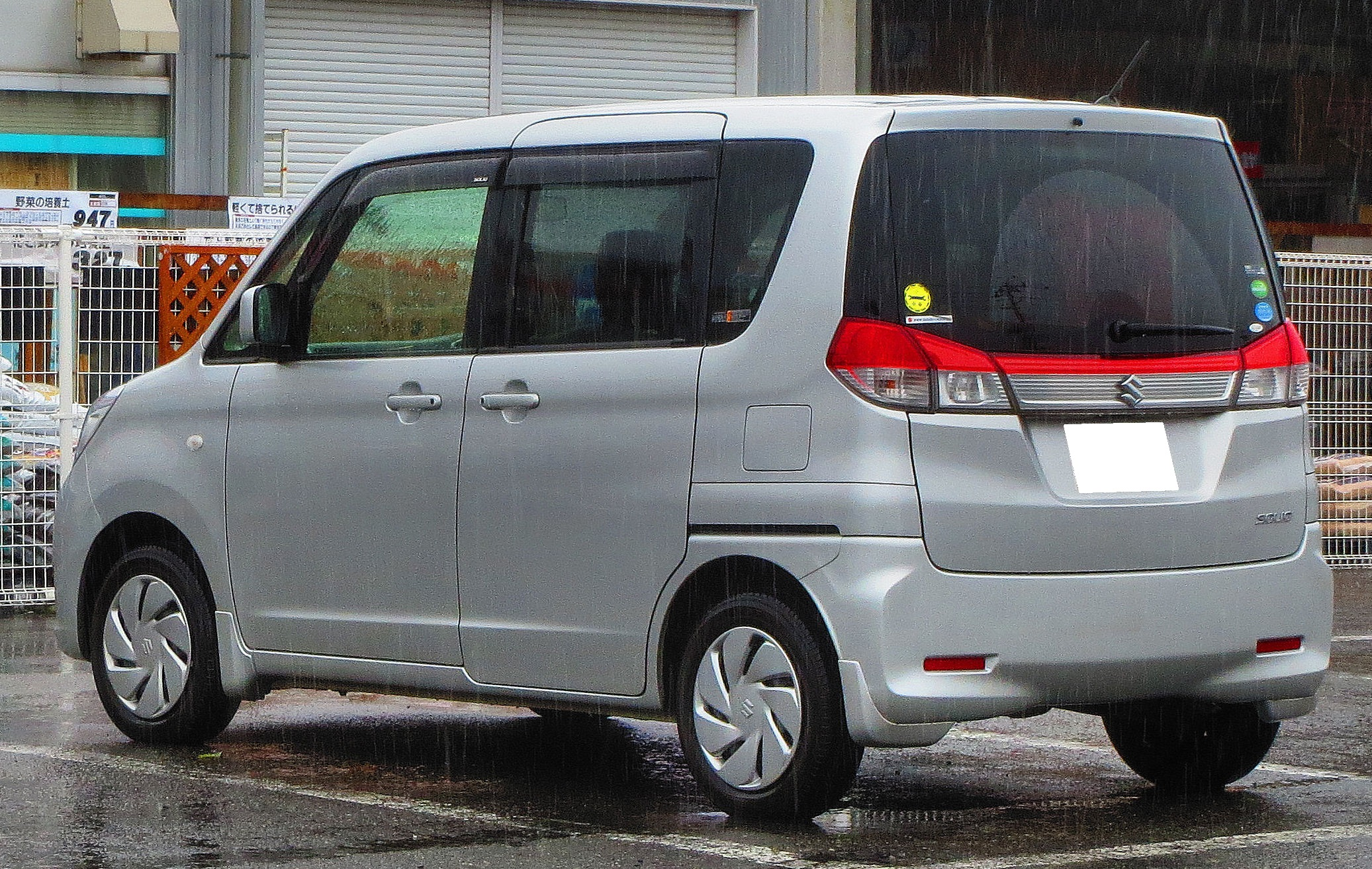
G（3型・リア）
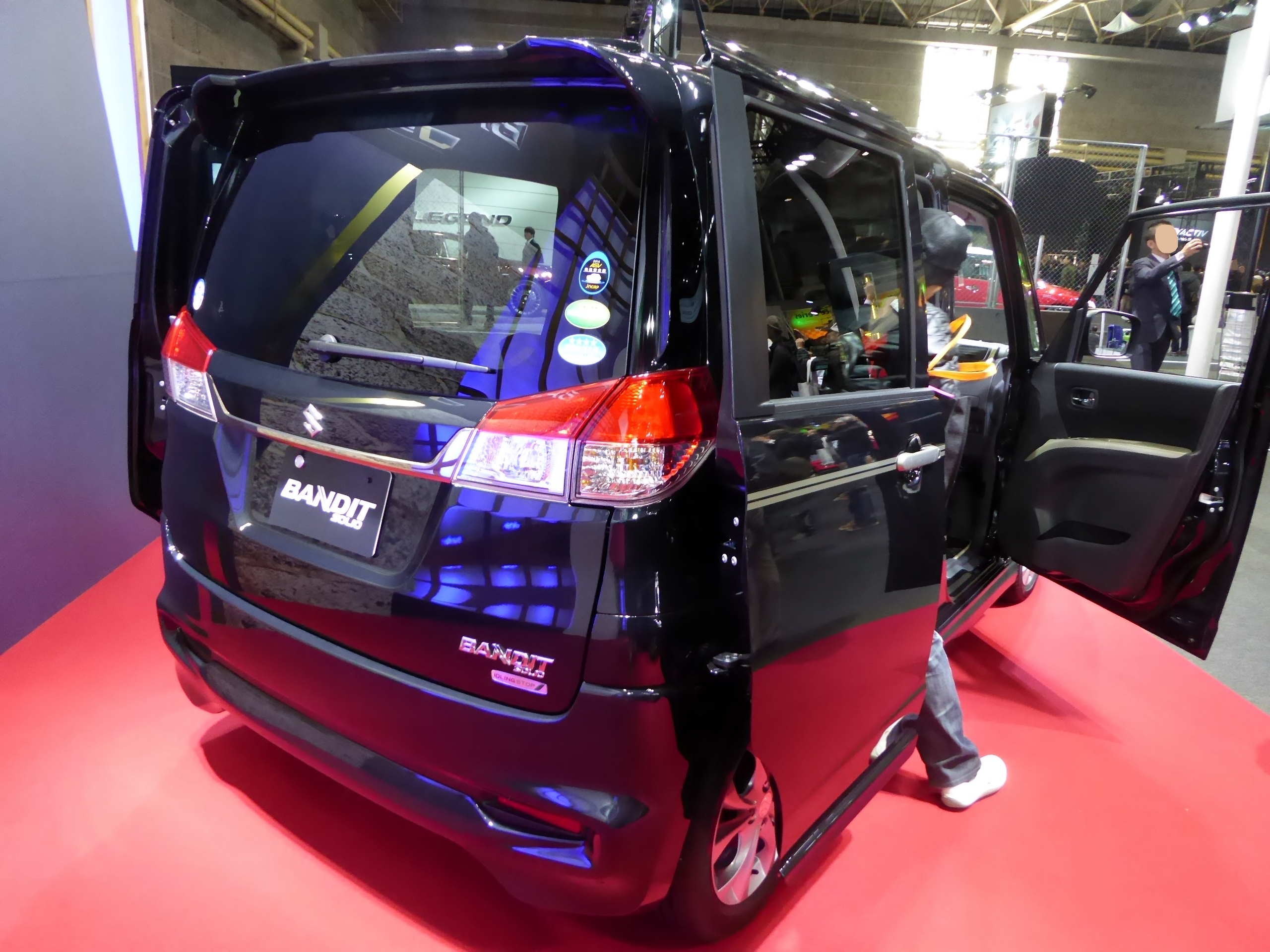
BANDIT J STYLE リア

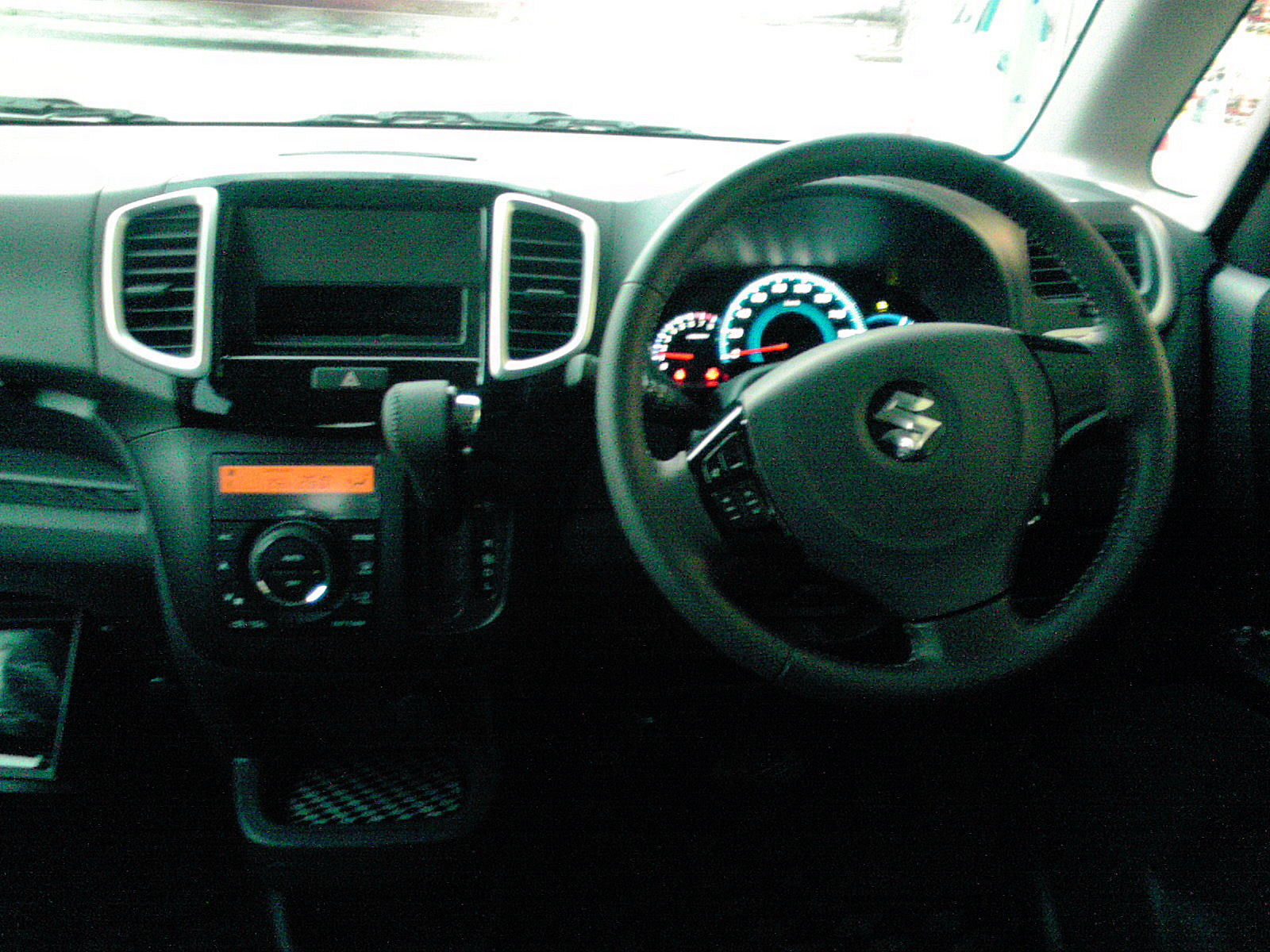
BLACK&WHITE II（2型・車内）
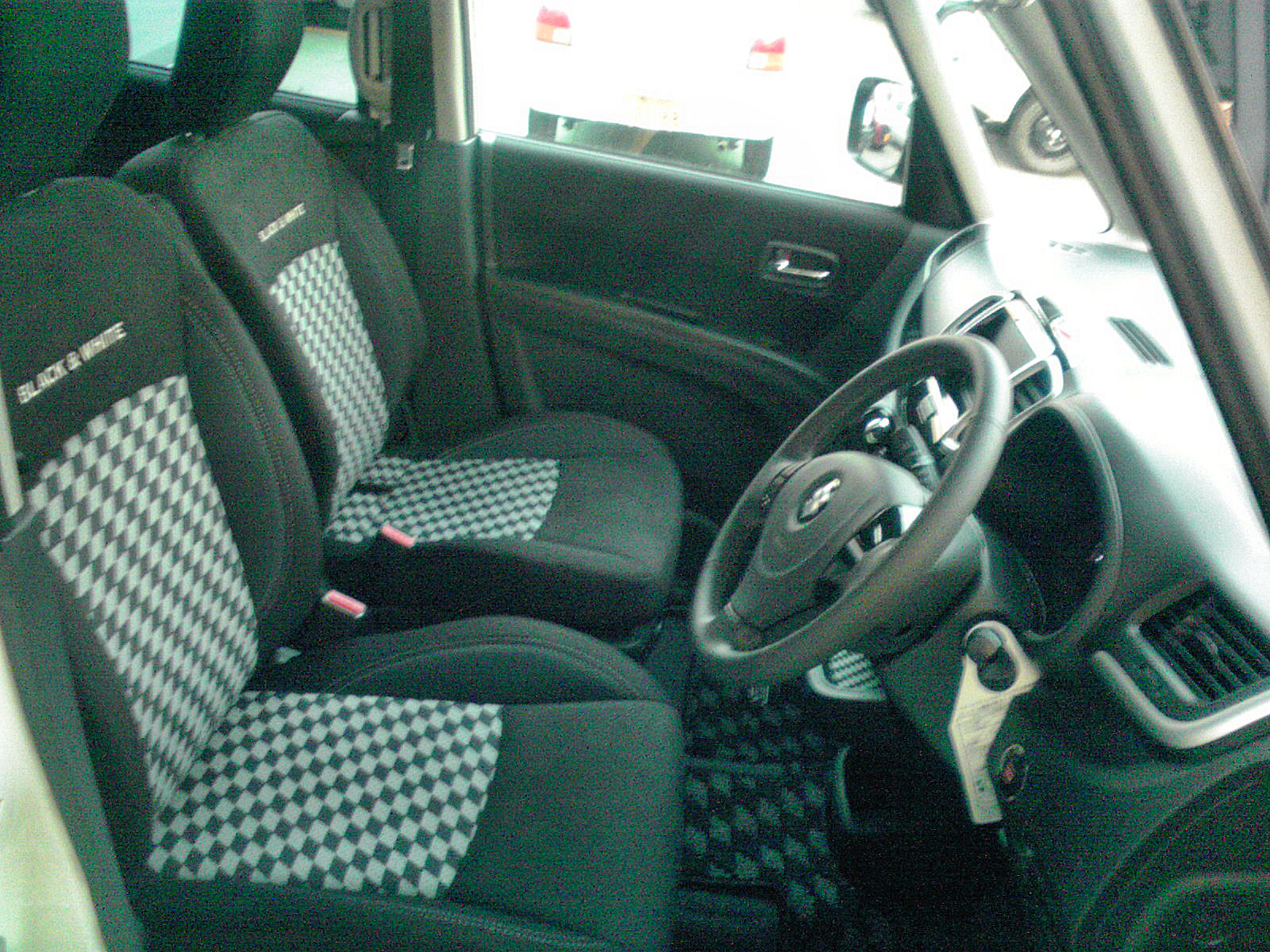
BLACK&WHITE II（2型・内装）

## 3代目 MA26S/36S/46S型（2015年-2020年）
小型乗用車用の新開発プラットフォームを初導入。主要部品やレイアウトを刷新し、剛性・静粛性・衝突性能・走行性能などを向上しながら軽量化も達成した。このプラットフォームの採用によって室内長を2,150mmに拡大したほか、前後乗員間距離は1,080mm、室内高は1,360mmとなった。また、ホイールベースを30mm拡大しつつ、最小回転半径を4.8mとすることで取り回し性も向上。内装ではインパネの張り出しを抑えるなどレイアウトを効率化。前後席間の移動ができるセンターウォークスルーは2代目から引き続き採用した。
エンジンは2代目・3型に採用したデュアルジェットエンジンを改良し、燃費改善技術によって圧縮比を12.5に高め、冷却効果の向上や混合気最適化によってノッキングを抑制し、低回転域でのトルクの向上に加え、フリクション低減やエンジンの軽量・コンパクト化によって力強い走りと燃費性能を高次元で両立したK12C型に置換した。同時に「G」を除く全車には、スズキ製軽自動車の「S-エネチャージ」搭載車にも備えているISG（モーター機能付発電機）と専用リチウムイオンバッテリーで構成され、減速時のエネルギー回生やアイドリングストップ後のエンジン再始動をISGが行うことで無駄な燃料消費を抑え、最長30秒間のモーターアシストによって加速時のエンジンの負担を軽減するマイルドハイブリッドを新たに搭載。プラットフォームの刷新に加え、ボディー重量比の約51%に高張力鋼板を採用したほか、サスペンションを一新し、構造をフラットにして車体骨格の一部となり、2WD車はリアサスペンションをトーションビーム式に変更するなどして「HYBRID MX」の2WD車は3代目「X-DJE」の2WD車に比べて100kgの軽量化を達成。これらにより燃費を向上し、マイルドハイブリッド・2WD車は「令和2年度燃費基準+10%」、マイルドハイブリッド・4WD車とガソリン・2WD車は「令和2年度燃費基準」、ガソリン・4WD車は「平成27年度燃費基準+5%」をそれぞれ達成した。
スライドドアは開口幅を60mm拡大し、ステップ高を低くしたほか、1回のスイッチ操作で解錠と自動開閉ができるワンアクションパワースライドドアを採用したほか、作動中に開閉操作をすると任意の位置で扉を止めることができる一時停止機能を新採用。バックドア開口地上高を下げ、荷室高と荷室幅を拡大したほか、2WD車は100L、4WD車は26Lの大容量サブトランクを設置し、運転席インパネアッパーボックス、500ml紙パック対応ドリンクホルダー、助手席インパネトレーなど豊富な収納スペースを確保。メーターはシンメトリーデザインのセンターメーターを採用し、インパネ全幅にわたってアッパーオーナメントを装備した。さらに、マイルドハイブリッド車は後期型スペーシアに採用したステレオカメラ方式の衝突被害軽減システム「デュアルカメラブレーキサポート」をはじめ、誤発進抑制機能、車線逸脱警報機能、ふらつき警報機能、先行車発進お知らせ機能、エマージェンシーストップシグナル、クルーズコントロールシステムをメーカーオプションに設定した。
ソリオはヘッドランプから連続性を持たせたメッキフロントグリルを採用し、ボディー断面はサイドからリアにかけての立体感を強調。内装はチャコールグレーを基調としたシート表皮を採用し、マイルドハイブリッド車はセンターガーニッシュにシルバー加飾を施した。バンディットはスズキ自社製車両初となるLEDヘッドランプを採用した。内装はピアノブラック調のセンターガーニッシュとダークパープルのアクセントを施した黒基調のシート表皮を採用した。ボディカラーは総入れ替えを行って10色（共通カラー5色、ソリオ専用色3色、バンディット専用色2色）展開となり、新規色として、ソリオ・バンディット共通色に「ピュアホワイトパール（オプションカラー）」、「クラッシーブラウンメタリック」、「ファーベントレッド」を、ソリオ専用色に「クリアライムメタリック」と「クォーツピンクメタリック」を、バンディット専用色に「ミッドナイトバイオレットメタリック（オプションカラー）」をそれぞれ設定したほか、バンディットにはブラック2トーンルーフ2色も新たに設定した。オーディオはワイドDIN（幅200mm）対応のオーディオガーニッシュをスズキでは初の標準採用とした。
グレード体系も刷新され、ソリオはESP、ヒルホールドコントロール、キーレスプッシュスタートシステム、エコドライブインジケーター、14インチフルホイールキャップなどを装備したガソリン車の廉価グレード「G」、フロントシートSRSサイドエアバッグ、エコクール、6スピーカー、ロールサンシェード、車速連動式オートドアドック、パーソナルテーブル（後席左右）、エアロ形状のバンパー（フロント・リア）、スポイラー（サイドアンダー・ルーフエンド）、15インチアルミホイールなどを装備したマイルドハイブリッド車の普及グレード「HYBRID MX」、ディスチャージヘッドランプ（ロービーム）、オートライトシステム、フロントマルチリフレクターハロゲンフォグランプ、「ナノイー」搭載フルオートエアコン（エアフィルター付）、本革巻ステアリングホイール、IRカット機能付フロントガラス、プレミアムUV&IRカットガラス（フロントドア）などを装備したマイルドハイブリッド車の上級グレード「HYBRID MZ」の3グレード展開となった。
バンディットは「HYBRID MZ」の装備内容をベースとしつつ、マイルドハイブリッド車「HYBRID MV」のみのモノグレード体系となった。後席右側ワンアクションパワースライドドアはメーカーオプション設定とされた。インテリアでは本革巻シフトノブを追加し、センターコンソールはピアノブラックになっている。ヘッドライトは専用のプロジェクタータイプのディスチャージヘッドランプ（ハイビーム・ロービーム）に変更されている。フロントグリルとバックドアガーニッシュをブラックパールに、リアコンビネーションランプ（LEDストップランプ）をクリアタイプに変更した。

### 年表
- 2015年（平成27年）
  - 8月26日 - ソリオ・ソリオ バンディット（以下、バンディット）共にフルモデルチェンジ[16]。CMキャラクターはKAT-TUNからTOKIOに切り替わった。
  - 9月29日 - 2015年度グッドデザイン賞を受賞したことを発表（スズキの四輪車では8代目アルト、3代目アルトラパン、6代目エブリイ/3代目エブリイワゴン、SX4 S-CROSSと同時に受賞した）[17]。
  - 10月28日 - 第44回東京モーターショー2015に、ハイブリッドモデルの「ソリオ ハイブリッド」を参考出品車として出展することを発表[18]。
  - 12月17日 三菱自動車工業へ「デリカD:2（2代目）」としてOEM供給を開始。新たにバンディットもOEMされ、「デリカD:2カスタム」として販売される。
- 2016年（平成28年）
  - 10月17日 - メーカーオプションの全方位モニター付メモリーナビゲーションにおいて、Android Autoの対応化などの機能拡充を行い、既に利用中のユーザー向けにホームページにて配信を開始したことを発表。以降に生産される分についてはソフトウェア更新済の状態で搭載される[19]。
  - 11月29日 - 前述の東京モーターショーに参考出品されていたハイブリッド車を市販化し追加発売[20]。

ガソリン車やマイルドハイブリッド車と同じK12C型エンジンに、発電も可能な駆動用モーター（交流同期電動機）と、スズキの日本国内向け小型車では初採用となる5速オートギヤシフト（AGS）を組み合わせたパラレル方式のハイブリッドシステムを採用。100V高電圧リチウムイオンバッテリーはインバーターと一体化した「パワーパック」として荷室下に格納したことで、ガソリン車やマイルドハイブリッド車と同等の室内空間を確保した。走行中に蓄えたバッテリーの電力を駆動用モーターに供給することで、マイルドハイブリッド車同様のモーターアシストに加え、クリープ走行時や約60km/h以下の一定速走行時にエンジンが自動停止し、EV走行が可能となった[注 12]。また、通常走行時だけでなく、変速時や高速道路の合流などでアクセルペダルを強く踏み込んだ時でもモーターアシストを行い、変速時には変速に伴う一時的なエンジントルクの抜け（落ち込み）をカバーしてスムーズな走りを実現し、アクセルペダルを強く踏み込んだ時にはエンジン出力にモーター出力を上乗せしてアシストを行う。
一方で、システム構成要素の軽量コンパクト化により、車両重量はマイルドハイブリッド4WD車と同重量となる990kgとしたことでJC08モード燃費で32.0km/Lを実現し、「平成32年度燃費基準+20%」を達成した。また、エコモードスイッチを装備しており、「エコモード」設定時、停車時からブレーキを離すと駆動用モーターによるクリープ走行で発進し、アクセルペダルを一定以上踏み込むとISGのスターターモーター機能でエンジンを再始動。また、アクセルペダルの踏み込みに対する駆動力の発生を抑えることでゆるやかに発進・加速することでエコドライブをサポートする。「通常モード」への切り替えも可能で、停車時からブレーキを離した段階でISGのスターターモーター機能でエンジンを再始動し、アクセルペダル操作に瞬時に反応する駆動用モーターがエンジンをアシストする。
デザインは既存のガソリン車やマイルドハイブリッド車と差別化し、外観はフロントグリルのスケルトン部にブルーメッキを施し、リアコンビネーションランプとバックランプのレンズをブルークリアタイプに変更。マイルドハイブリッド車同様に左右フェンダーとバックドアに「HYBRID」エンブレムが装着されるが、中央部を黒・文字色を銀に変更した専用デザインとなる[注 13]。内装はインパネアッパーガーニッシュにブルーメタリック塗装を施し、メーターは青色基調の専用デザインに変更の上、駆動用モーターの作動状態を表示するモーターパワーメーターも追加した。
グレード体系はソリオは「HYBRID SX」と「HYBRID SZ」の2グレードを、ソリオバンディットは「HYBRID SV」をラインナップする。これにより、ソリオは計5グレード、ソリオバンディットは計2グレードとなった。
  - 12月8日 - バンディット特別仕様車「Fリミテッド」を発売[21]。

マイルドハイブリッド車の「HYBRID MV」をベースに、外観はメッキドアハンドルを装着。内装はシート表皮にセーレンの「ラックススエード」&レザー調を、ドアトリム表皮にスエード調を、ガーニッシュ類（インパネアッパー・ドアトリム・ステアリング・インパネセンター・エアコンルーバー）にブロンズメタリックをそれぞれ採用し、専用ステアリングとシフトノブスイッチにシルバーステッチを施した。装備面では、ベースグレードではオプション設定されている後席右側ワンアクションパワースライドドアを標準装備したほか、2WD車は4WD車に標準装備されている助手席シートヒーターを追加。また、本来は「デュアルカメラブレーキサポート」装着車に装備されているクルーズコントロールも標準装備した。
ボディカラーは本仕様車専用色の金系「ヘリオスゴールドパールメタリック（イグニス設定色）」とグレー系の「ミネラルグレーメタリック（先に発売されたイグニス「Fリミテッド」で登場した新色）」を含む5色を設定し、「ヘリオスゴールドパールメタリック」にはオプションでブラック2トーンルーフ仕様も設定される。
- 2017年（平成29年）
  - 4月1日 - 仕様変更。ハイブリッド車において燃費基準の区分変更に対応し、「令和2年度燃費基準+30%」を達成した。
  - 9月1日 - 仕様変更。

ボディカラーについて、共通カラーの青系を「ブーストブルーパールメタリック」から4代目スイフト設定色である「スピーディーブルーメタリック」に差し替えたほか、ソリオはボディカラーの入れ替えも行われ、専用色であった「クリアライムメタリック」と「クォーツピンクメタリック」を廃止する替わりに「ネオンブルーメタリック（イグニス、4代目スイフト設定色）」を追加。バンディット専用色だった「ミッドナイトバイオレットメタリック（オプションカラー）」はソリオでも選択可能となった。
装備面では「G」を除く全グレード（バンディット特別仕様車「Fリミテッド」を含む）に設定されていたメーカーオプション「全方位モニター付メモリーナビゲーション」が廃止され[注 14]、その代わりに「全方位モニター用カメラパッケージ」が設定された[注 15]。なお、ソリオの「全方位モニター用カメラパッケージ」はグレードによって装備内容が異なり、「HYBRID MX」と「HYBRID SX」で本パッケージを装着した場合、全方位モニター用カメラに加え、ステアリングオーディオスイッチも装備される。
  - 12月7日 - ソリオ特別仕様車「Sセレクション」を発売[22]。

ガソリン車の「G」をベースに、外観はタイヤサイズを15インチに拡大し、マイルドハイブリッド車・ハイブリッド車と同デザインのアルミホイールを装着。内装はインパネセンターガーニッシュをマイルドハイブリッド車やハイブリッド車と同じシルバーに変更され、自発光メーターは文字色を白色に変更してエコドライブアシスト照明を追加した専用仕様とした。装備面では本来、ベースグレードでは設定されていないデュアルカメラブレーキサポート、誤発進抑制機能、車線逸脱警報機能、ふらつき警報機能、先行車発進お知らせ機能、エマージェンシーストップシグナルをはじめ、フロントシートSRSサイドエアバッグ、フロント2ツィーター&リア2スピーカー、ロールサンシェード、IRカット機能付フロントガラス、プレミアムUV&IRカットフロントドアガラスなども装備されたほか、電動格納式リモコンドアミラーにはリモート格納を追加、エアコンを「ナノイー」搭載のフルオートタイプに変更するなど、マイルドハイブリッド車やハイブリッド車に備わっている装備が多数装備されたほか、「全方位モニター用カメラパッケージ」も特別にメーカーオプション設定された。
ボディカラーは5色が設定されており、「ネオンブルーメタリック」と「クラッシーブラウンメタリック」の2色にはオプションでブラック2トーンルーフ仕様も設定される。
  - 12月 - バンディット特別仕様車「Fリミテッド」の販売を終了。
- 2018年（平成30年）
  - 4月 - CMキャラクターを務めていたTOKIOが、諸般の事情によりCMを降板する。以降は特定の芸能人を起用しないCMが放映される。
  - 7月2日 - ソリオ・バンディット共にマイナーチェンジが発表された（2型）発売は7月20日[23]。

「デュアルカメラブレーキサポート」はカメラ形状を変更し、フロントガラス密着型に変更された。さらに夜間歩行者検知を追加、クルーズコントロールシステムは設定速度を約40km/h～に拡大し、減速走行・追従走行・加速走行を追加した「アダプティブクルーズコントロール」にそれぞれ改良されたほか、ハイビームアシストやコンパクトカーではクロスビーに次いでの採用となる後退時ブレーキサポート、後方誤発進抑制機能、リアパーキングセンサーも追加された。これらの装備は「スズキ セーフティ サポート」として、「HYBRID MX」と従来は未設定だったガソリン車「G」にオプション設定[注 16]、ソリオの「HYBRID MZ」とハイブリッド車、バンディットは（従来セットオプションとなっていた装備を含めて）標準装備化された。オプションの「全方位モニター用カメラパッケージ」はカメラに3Dビューと左右確認サポート機能が追加され、新たにステアリングハンズフリースイッチ、TVアンテナ用ハーネス、GPSアンテナ、USBソケットが追加された。そのほか、ソリオの「HYBRID MZ」・「HYBRID SZ」及びバンディットにはSRSカーテンエアバッグが新たに標準装備された。
4WD車に装備されている助手席シートヒーターをハイブリッドの2WD車にも拡大採用したほか、ハイブリッド車に装備のエコモードスイッチをステアリングに移設。ソリオのハイブリッド車と「HYBRID MZ」及びバンディットにはパドルシフトも装備された。また、「HYBRID MZ」「HYBRID SZ」に装備されているディスチャージヘッドランプを「HYBRID MX」・「HYBRID SX」にもメーカーオプションで新たに設定された[注 17]。
共通でバックドアガーニッシュ・15インチアルミホイール・メーター盤面（「G」はバックドアガーニッシュのみ）が意匠変更され、シートとドアトリムの表皮も変更。さらに、ソリオはフロントロアグリルにメッキ加飾を追加、バンディットはフロントのバンパーとグリルの意匠も変更され、フォグランプをLED化した。ボディカラーはソリオ・バンディット共通色として、赤系「クラレットレッドメタリック」と黄系「ラッシュイエローメタリックの2色が追加され、従来はソリオ・バンディット共通色だった「ファーベントレッド」をバンディット専用色に、「クラッシーブラウンメタリック」をソリオ専用色にそれぞれ移行。また、バンディットに設定のブラック2トーンルーフにも新色2色と「スピーディーブルーメタリック」が追加され、5色となった。
- 2019年（令和元年）
  - 新出演者によるCMを開始。CM出演者は鈴木浩介、賀来賢人、大政絢、吉田鋼太郎、清野菜名。
  - 7月11日 - 特別仕様車「GX2」・「GX4」を発売[24]。

「G」の「スズキ セーフティ サポート」装着車がベースで、「GX2」が2WD車、「GX4」が4WD車となる。
共通でワンアクションパワースライドドアを後席左側に加え後席右側にも装備して後席両側に、電動格納式リモコンドアミラーにリモート格納を追加してグレードアップしたほか、IRカット機能付UVガラス、プレミアムUV&IRカットガラス（フロントドア）、フルオートエアコン、リア2スピーカー、車速連動式オートドアロック、ロールサンシェード、パーソナルテーブル、フロントシートSRSサイドエアバックなどが特別装備されたほか、内装はフロントのファブリックシート表皮にシルバーステッチが施され、ブラックのドアトリムクロス、ピアノブラック調のインパネセンターガーニッシュを採用し、メッキインサイドドアハンドルを装備。ベース車では設定されない「全方位モニター用カメラパッケージ」が特別にメーカーオプション設定される。さらに、「GX2」はバンパー（フロント・リアとも）をエアロ形状にするとともに、助手席シートヒーター（「GX4」はベース車に標準装備）とスポイラー（サイドアンダー・ルーフエンド）も追加装備された。
ボディカラーはモノトーン5色に加え、「スピーディーブルーメタリック」と「クラッシーブラウンメタリック」にはホワイト2トーンルーフ仕様もメーカーオプションで設定される。
- 2020年（令和2年）11月 - 4代目の発表に伴い、生産･販売を終了。

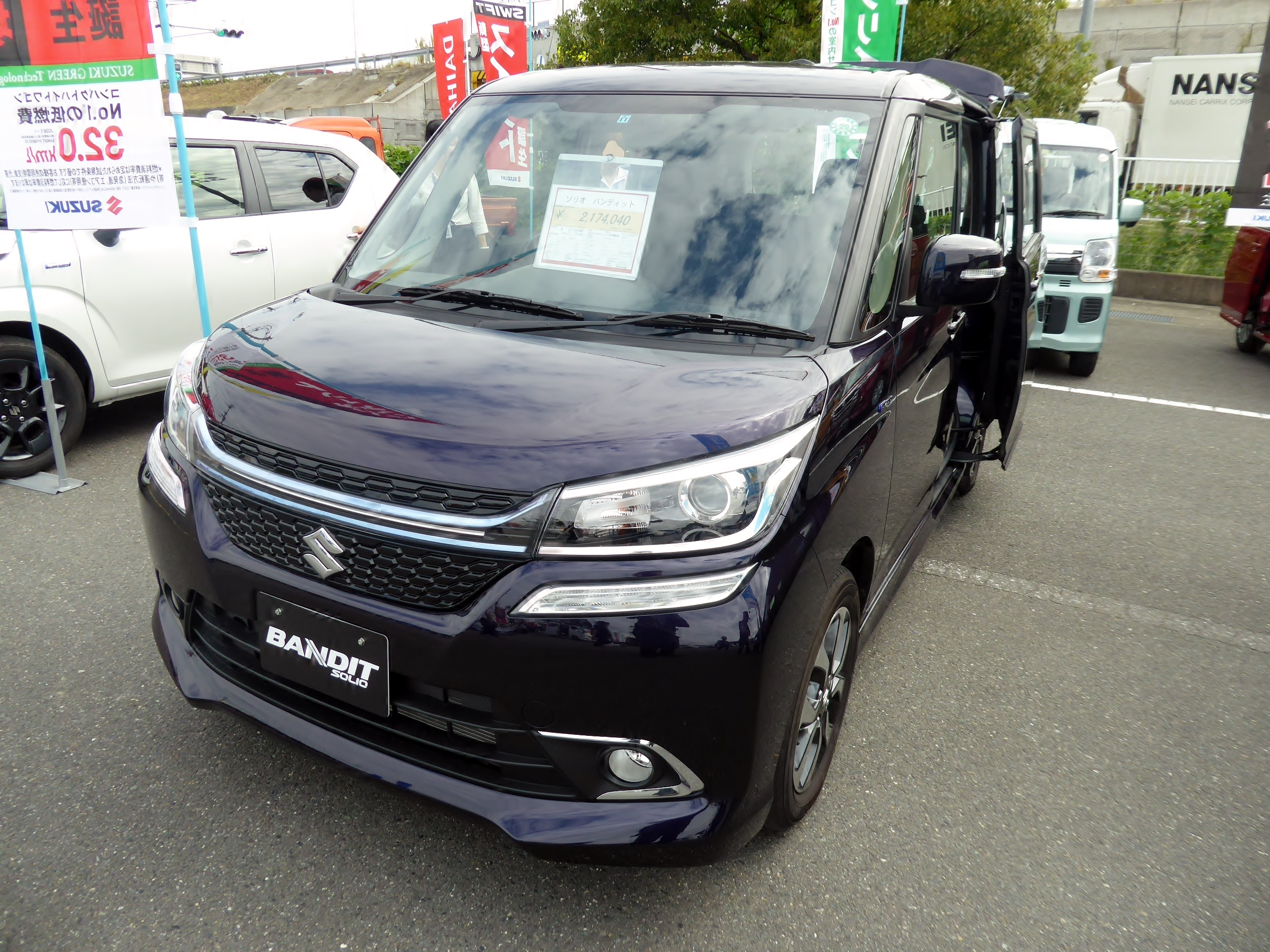
1型 バンディット HYBRID SV
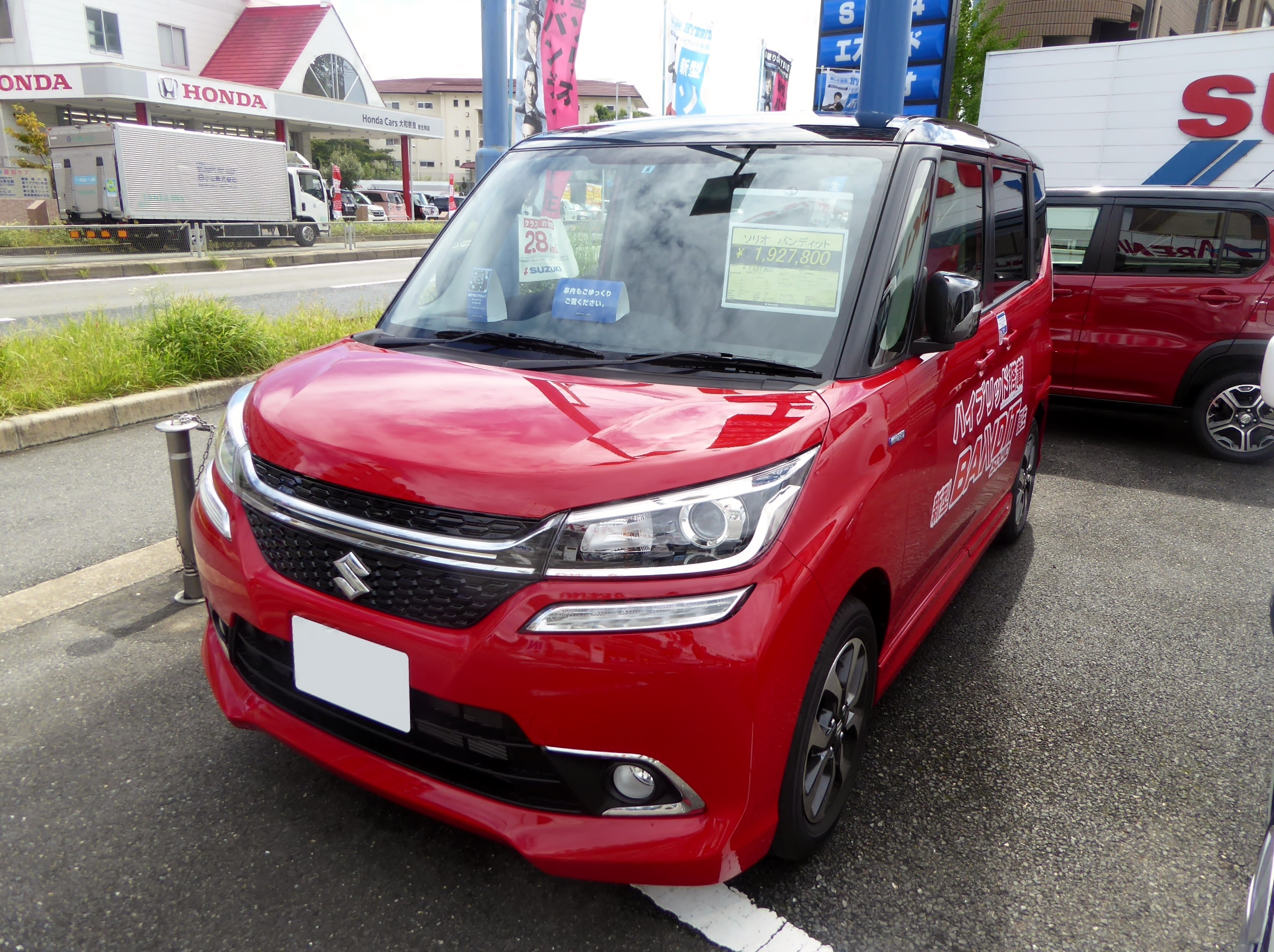
1型 バンディット HYBRID MV
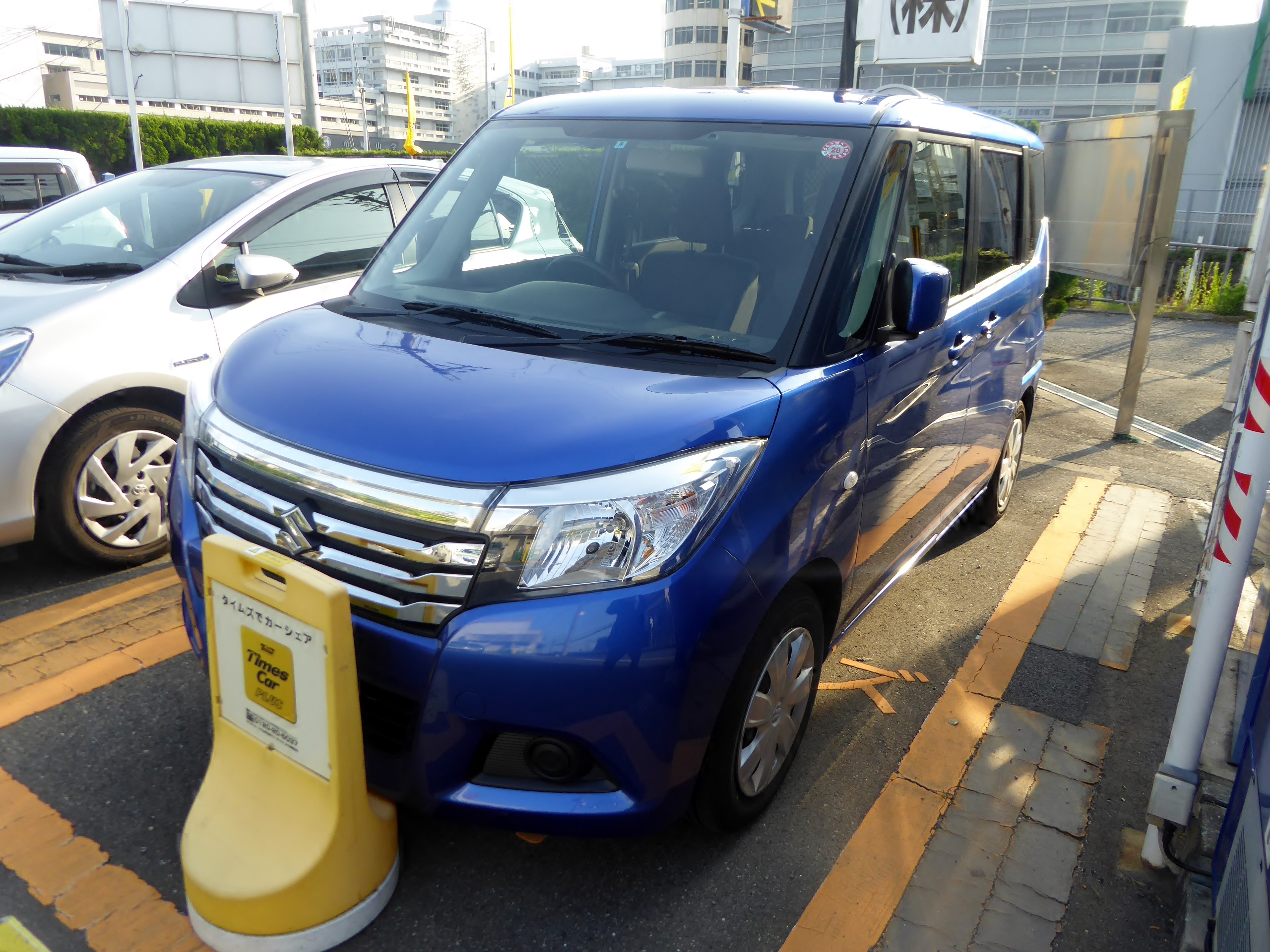
1型 G
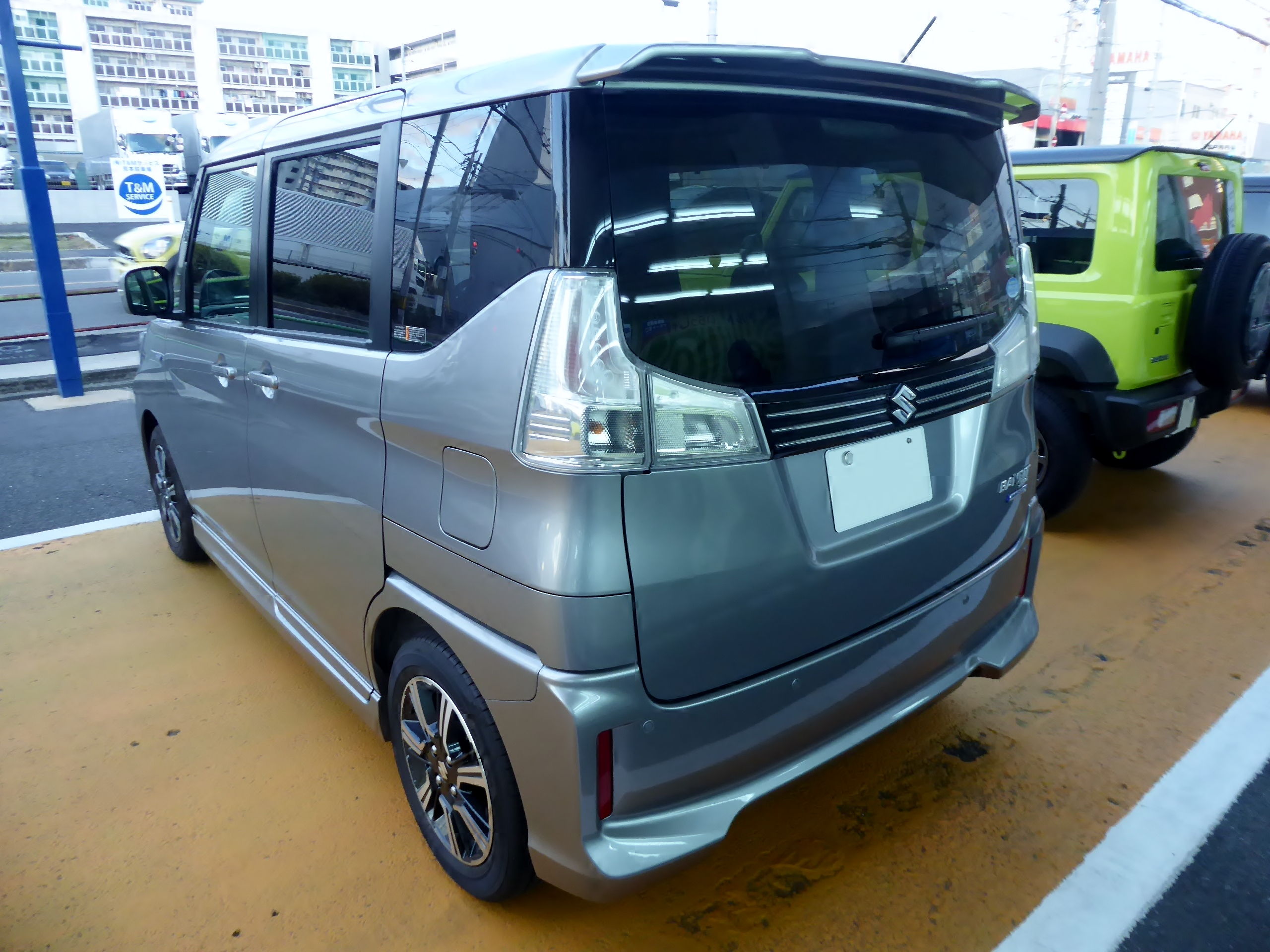
2型 改良型 バンディットHYBRID MV リア
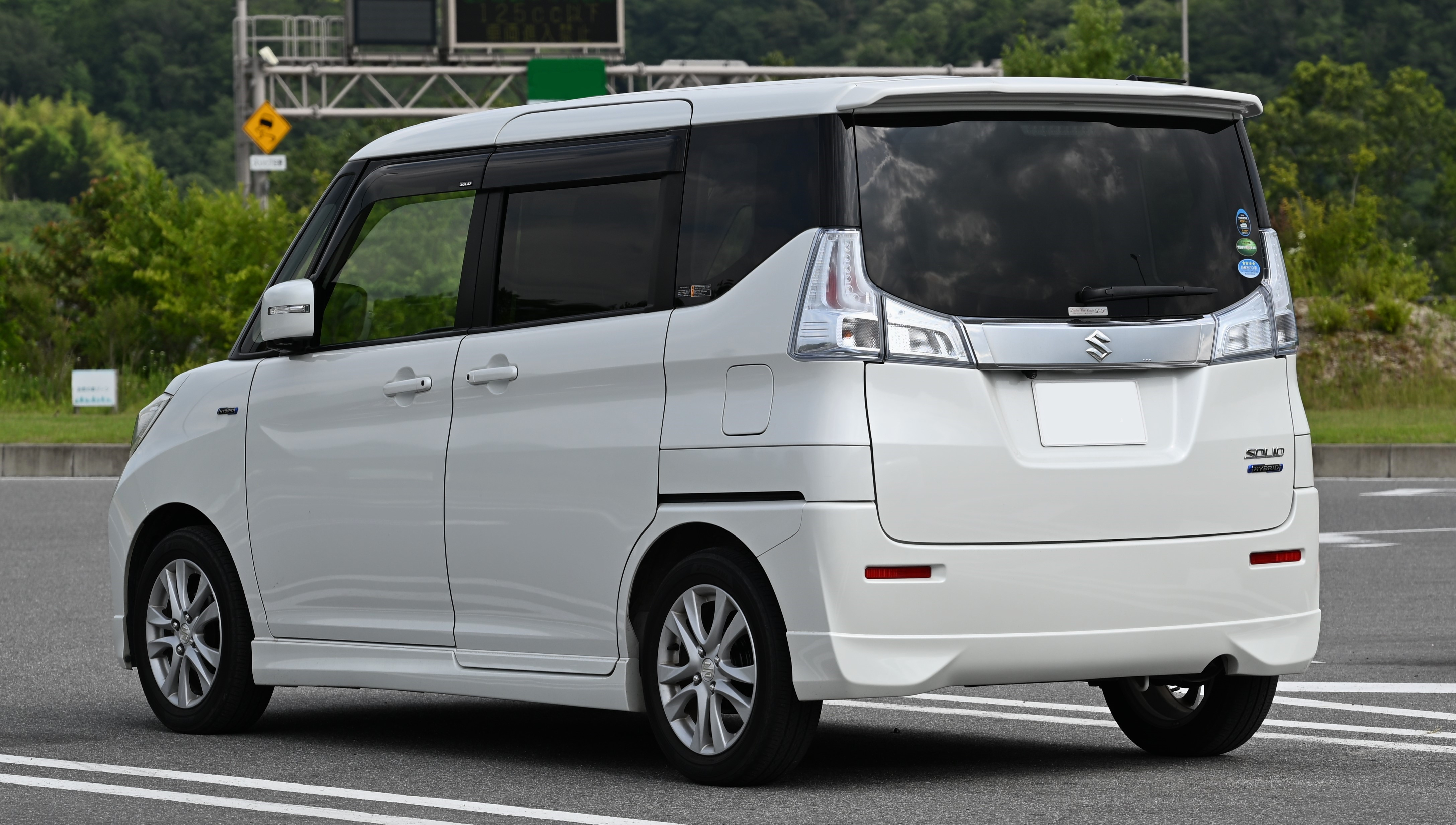
1型 HYBRID SZ リア
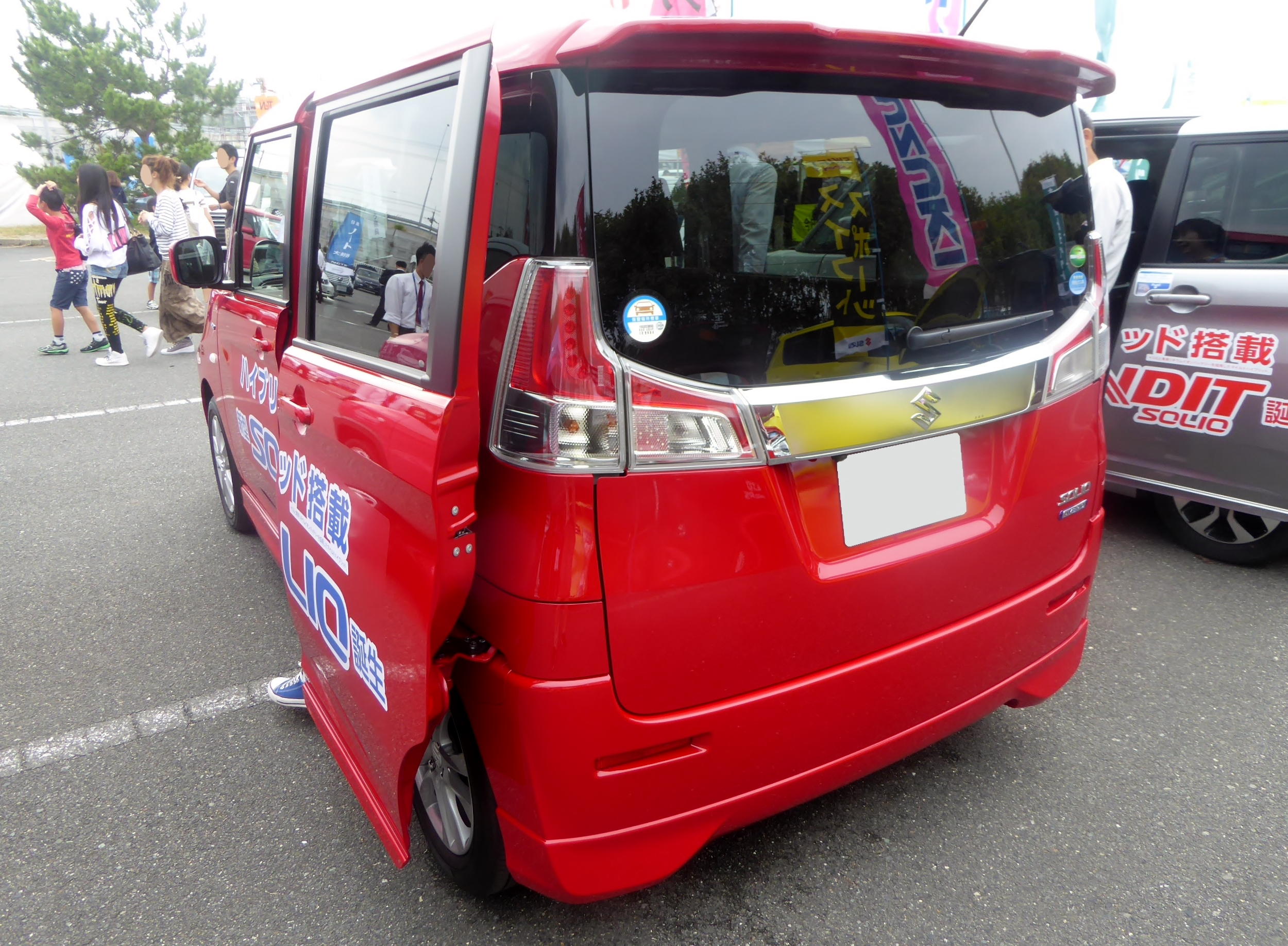
1型 HYBRID MX リア
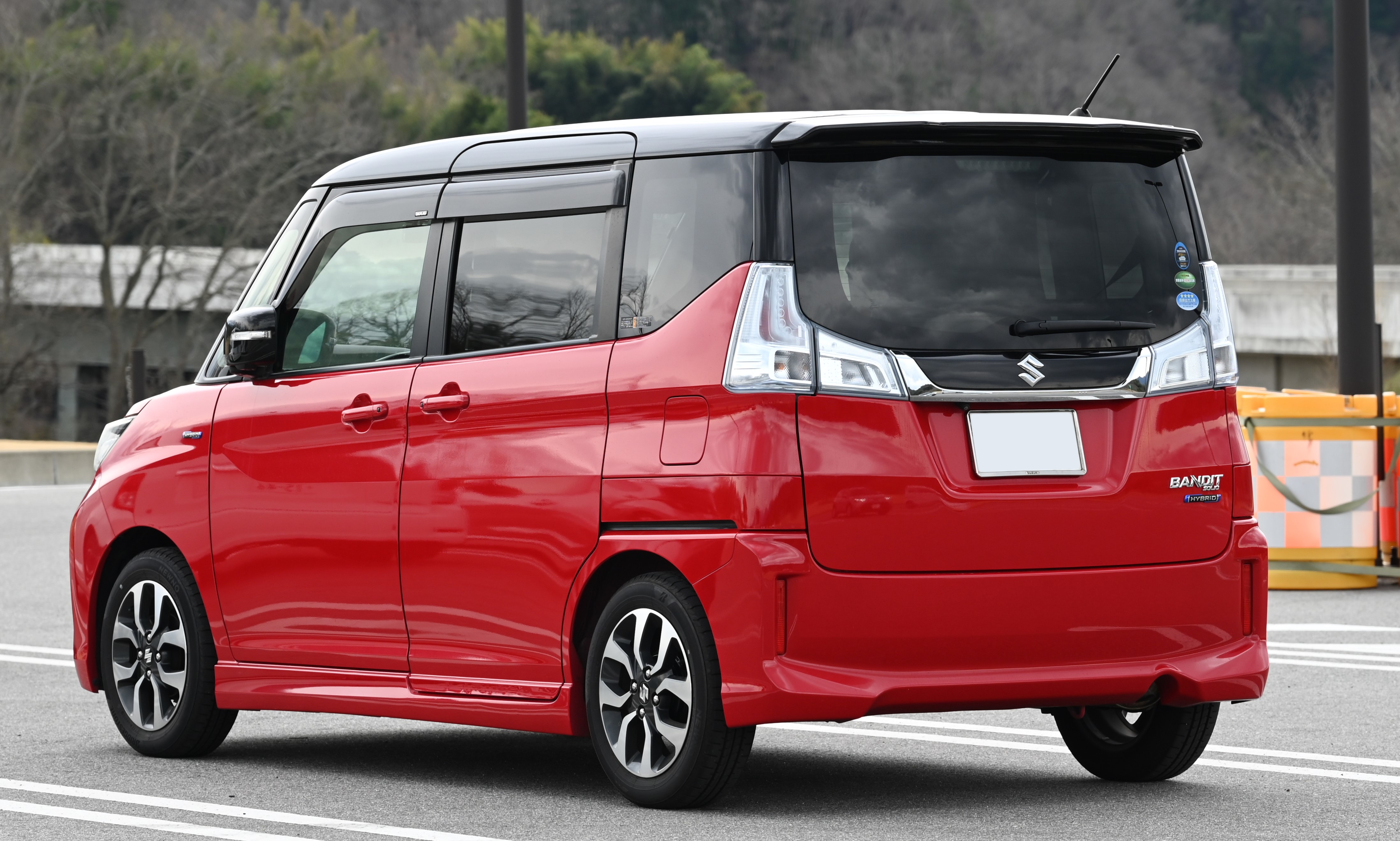
1型 バンディット HYBRID SV リア
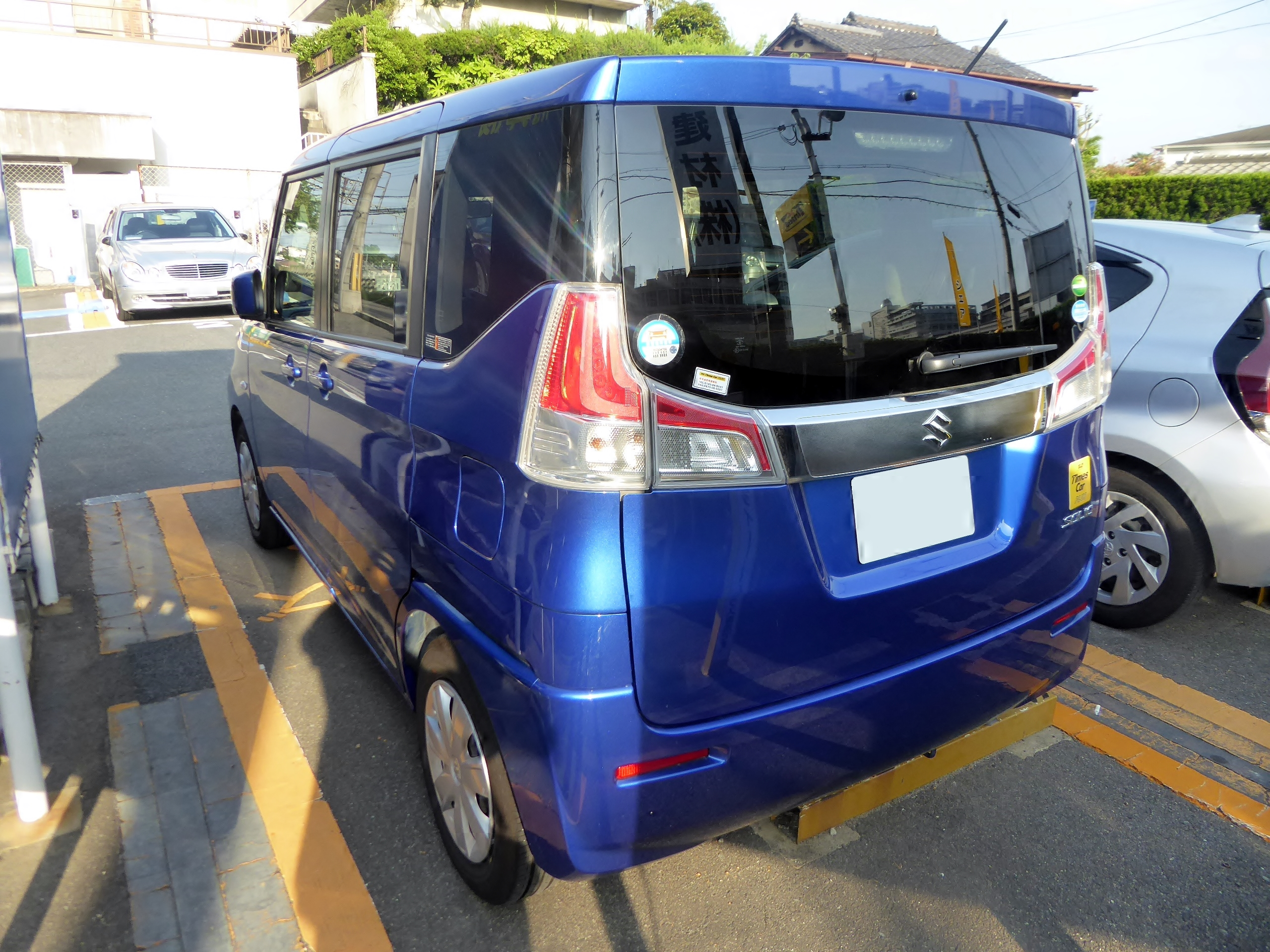
1型 G リア
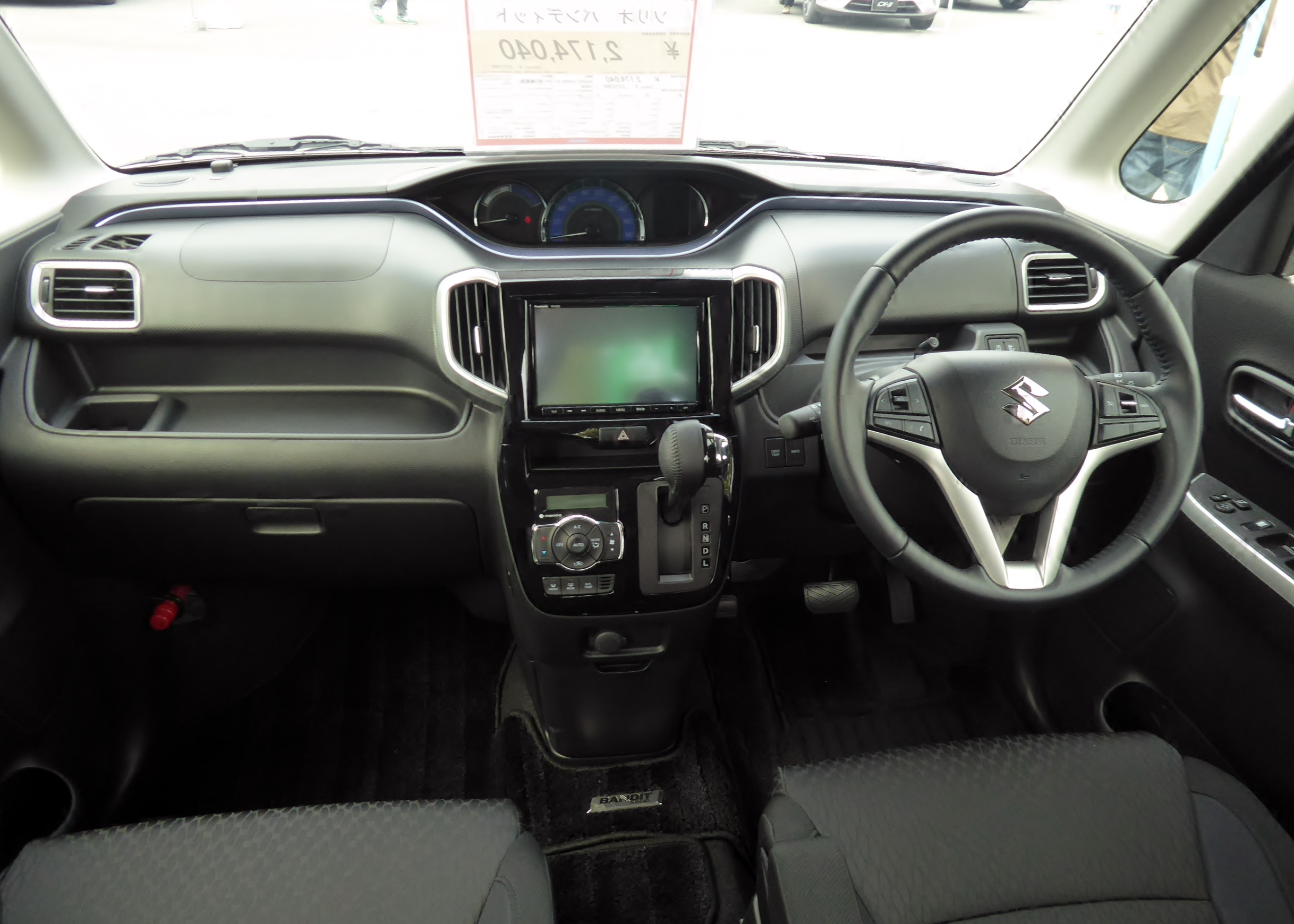
1型 バンディット HYBRID SV インテリア
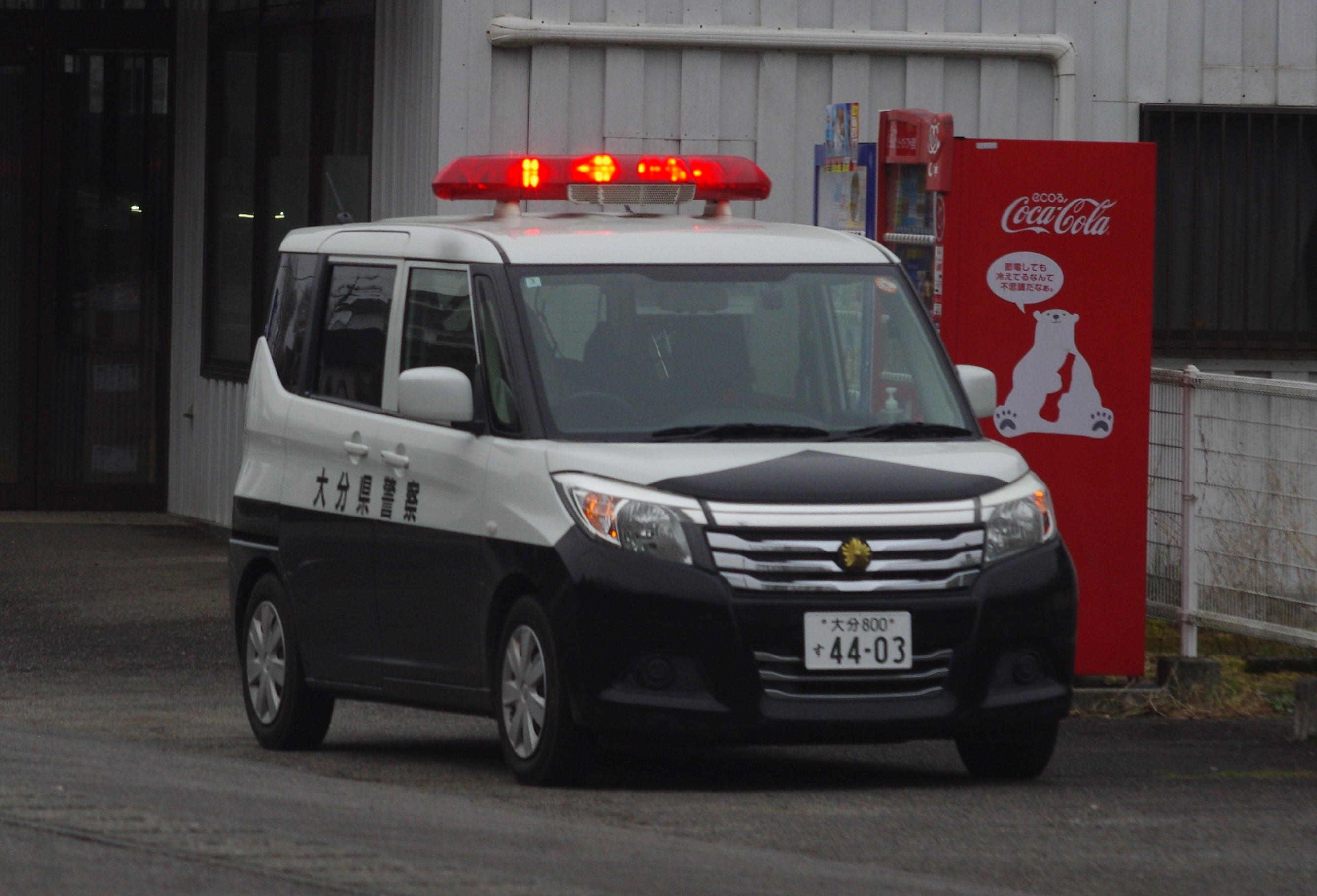
1型 G 小型警ら

## 4代目 MA27S/37S/47S/D7S型（2020年 - ）
5年ぶりのフルモデルチェンジにあたっては、ファミリー層を中心とした「後席の快適性向上」「荷室の拡大」「安全装備の充実」を求める顧客の声を重視。最大の変更点はボディサイズの拡大で、先代よりも全幅を20mm、全長を80mm（ソリオ）または70mm（バンディット）拡大。合わせて内装部品の形状見直しにより、荷室床面長を100mm拡大するとともに、後席左右乗員の肩まわりスペースが広められた。一方で、最小回転半径は先代と同じ4.8mとし、小回り性能は維持された。
外観はソリオはフード先端を上げて厚みが増したフロントマスクを採用。バンディットはポジションランプとヘッドランプの二段構え配置を維持しつつ、フロントグリルを刷新した。内装はソリオはネイビーとホワイトを基調としたデザインに、ドアトリムに立体的な表面処理が施され、シートは光沢のあるライン柄とグレーミックス表皮を組み合わせた。バンディットはボルドーとブラックを基調としたデザインに、シートはブラックとボルドー柄を用い、スピードメーターには赤の差し色が用いられた。2025年1月の一部仕様変更でフロントマスクが刷新され、ソリオはフロントグリルのメッキの配置を横方向に拡大。バンディットはメッキとブラック加飾を用いた立体的な造形デザインとなった。
安全面では、予防安全技術「スズキ セーフティ サポート」が強化され、ステレオカメラで最高速度・はみ出し通行禁止・一時停止・車両通行禁止を認識する標識認識機能が新たに搭載され、一部グレードにはACCに全車速追従機能を追加し、運転席のダッシュボード前方にスズキの小型車では初採用となるカラーヘッドアップディスプレイを搭載（このカラーヘッドアップディスプレイはパナソニック オートモーティブ社製の小型コンバイナ（半透明パネル）タイプHUDが採用されている）。これらの装備は3代目ではオプション設定だったガソリン車を含めて全車標準装備となった。また、エアバッグは運転席・助手席SRS、フロントSRSシートサイド、SRSカーテンの6つに強化し、全車標準装備とした。2025年1月の一部仕様変更で車線維持支援機能・車線逸脱抑制機能を搭載するとともに、衝突被害軽減ブレーキが単眼カメラ+ミリ波レーダー方式の「デュアルセンサーブレーキサポートII」へ変更され、超音波センサー方式の「後退時ブレーキサポート」は前方にも搭載され「低速時ブレーキサポート（前進・後退）」へ強化。標識認識機能は転回禁止と赤信号に、発進お知らせ機能は先行車に加えて信号切り替わりにもそれぞれ対応。一部グレードにはブラインドスポットモニターとリアクロストラフィックアラートも搭載され、ACCに停止保持機能が追加された。
パワースライドドア（グレードにより標準装備又はメーカーオプション設定）には閉めている途中でロック操作を可能にする予約ロック機能が追加され、スズキの小型車で初採用となる薄型デザインのスリムサーキュレーターを一部のグレードに標準装備。マイルドハイブリッド車・ハイブリッド車には助手席右前にUSB電源ソケットを2個搭載するほか、アクセサリーソケットは助手席右前に加え、後席右側にも搭載。メーカーオプションの「全方位モニター用カメラパッケージ」にUSBソケットが追加されたほか、3代目では2017年9月の仕様変更で廃止されていた「全方位モニター付メモリーナビゲーション」のメーカーオプション設定が復活。ディスプレイを9インチHDに大画面化・高解像度化され、スマートフォン連携（Apple CarPlay・Android Auto対応）に加え、逆走注意案内や逆走警告機能が新たに搭載された。ちなみに、ディーラーオプションの純正ナビゲーションにはこちらもスズキで初となる10インチモデル（パナソニック製スタンダードプラス、全方位モニター・ヘッドアップディスプレイ対応）が用意されている。2025年1月の一部仕様変更でパーキングブレーキが一部のグレードで電動化され、ブレーキホールドも搭載。「全方位モニター付メモリーナビゲーション」はドライブレコーダー連携・HDMI入力・スズキコネクト連携機能が追加されたほか、一部グレードの4WD車は標準装備となった。
ボディにはルーフパネルとルーフメンバーの接合部に高減衰マスチックシーラーを用いることでこもり音や雨音が低減され、構造用接着剤を採用。リアはサスペンションのストローク拡大やコイルスプリングの見直しがされ、ロードノイズ低減を図るため、インナーフェンダーライニングが全面的に採用された。
パワートレインは3代目同様にK12C型エンジンが踏襲され、ISGと専用リチウムイオンバッテリーで構成されたマイルドハイブリッドシステムや駆動用モーターと5AGSを組み合わせた独自のパラレル方式のハイブリッドシステムも踏襲される。WLTCモードによる燃料消費率及び排出ガス（マイルドハイブリッド車はJC08モードによる燃料消費率も併記）に対応したことで全車「平成30年排出ガス基準50%低減レベル（☆☆☆☆）」認定を取得し、ハイブリッド車は「2030年度燃費基準80%達成車」となった。2025年1月の一部仕様変更でマイルドハイブリッドへ一本化され、ZCDDS系スイフトのマイルドハイブリッド車と同じ組み合わせとなる1.2L・直列3気筒のZ12E型エンジンとWA06D型モーターへ換装。燃費性能の向上により2WD車は従来のハイブリッド車と同じ「2030年度燃費基準80%達成車」、4WD車は「同75%達成車」となった。
日本市場のほか、先々代、先代に引き続いて香港市場でも販売されるが、当代よりバンディットのみが設定され販売される。

### 年表
- 2020年（令和2年）
  - 11月7日 - 全国のスズキ正規ディーラーほか各地の自動車販売会社にて、新型モデルの簡易パンフレットの配布が開始された。現行モデルユーザーをはじめとした購入希望者に向けて先行予約の受付もスタート。
  - 11月12日 - ティザーサイト公開[30]。正式発表1週間前となる同月18日からはカウントダウンも開始された。
  - 11月25日 - 正式にフルモデルチェンジを発表（12月4日発売）[31]。スズキの四輪車として初めてウェブ発表会形式でリリースされた[32]。キャッチコピーはソリオが「GOODパフォーマンスコンパクト！」、ソリオバンディットが「強く、美しきコンパクト」。CMキャラクターはソリオが吉沢亮・橋本環奈・パパイヤ鈴木[注 20]・溝口元太・岡坂幸蔵で、ソリオバンディットは吉沢と橋本が兼任で担当し、CMソングは森崎ウィンの「パレード - PARADE」[注 21]。

グレード体系は3代目の発売当初の体系がそのまま踏襲され、ソリオはガソリン車の「G」、マイルドハイブリッド車の「HYBRID MX」と「HYBRID MZ」の3グレード。バンディットはマイルドハイブリッド車の「HYBRID MV」のみのモノグレードの設定となる。
ボディカラーは3代目（バンディットは2代目）から共通色のスピーディーブルーメタリック、ピュアホワイトパール（オプションカラー）、スーパーブラックパール、ソリオ専用色のネオンブルーメタリック、クラッシーブラウンメタリック、スターシルバーメタリック、バンディット専用色のプレミアムシルバーメタリック（オプションカラー）の7色が踏襲され、新色のメロウディープレッドパール、新設定のフレイムオレンジパールメタリックの2色を共通色に、新色のグリッターバイオレットパール（オプションカラー）をバンディット専用にそれぞれ設定され、全10色（共通5色・ソリオ専用色3色・バンディット専用色2色）を設定。バンディット専用のブラック2トーンルーフ仕様は2代目からスピーディーブルーメタリックとプレミアムシルバーメタリックの2パターンを踏襲し、新色のメロウディープレッドパールと新設定のフレイムオレンジパールメタリックを加えた4パターンとした。
- 2022年（令和4年）12月15日 - 4代目へのフルモデルチェンジで一旦廃止されていたストロングハイブリッド車が復活し、「HYBRID SZ」とバンディット「HYBRID SV」が追加発売された（ストロングハイブリッド車は2WD、5AGS(AMT)のみの設定）[33]。CMキャラクターには橋本・パパイヤは続投の上、新たに神尾楓珠と田中琉己・中野碧咲が加わった。バンディットは橋本・神尾が兼任、CMソングは絢香「To The Moon」。

デザインはガソリン車・マイルドハイブリッド車と差別化され、共通でバックドアサイドスポイラーが追加され、内装のガーニッシュ（エアコンサイドルーバー・ドア）をチタンシルバーに、助手席インパネトレーをブラックにそれぞれ変更。併せて、「HYBRID SZ」は外観がフロントメッキグリルとメッキガーニッシュ（フォグランプ・バックドア）をブラックに、15インチアルミホイールをブラックメタリックにそれぞれ変更。内装がシフトノブを本革巻にグレードアップするとともに、インパネオーナメントをネイビーに変更された。バンディット「HYBRID SV」は外観がドアハンドルをメッキに、15インチアルミホイールをミディアムグレーにそれぞれ変更。内装がインパネオーナメントをボルドーに変更した。
ボディカラーはガソリン車・マイルドハイブリッド車と異なるラインナップとなり、モノトーンは共通色のメロウディープレッドパール、ピュアホワイトパール（オプションカラー）、スーパーブラックパール、「HYBRID SZ」専用色のフレイムオレンジパールメタリック、バンディット「HYBRID SV」専用色のプレミアムシルバーメタリック（オプションカラー）の既存5色に、ハイブリッド車専用カラーとしてキャラバンアイボリーパールメタリックとタフカーキパールメタリックを追加。2トーンカラーもハイブリッド車専用設定となり、「HYBRID SZ」にはガンメタリック2トーンルーフを設定し、スーパーブラックパールを除く5色を設定。バンディット「HYBRID SV」にはシルバー2トーンルーフを設定し、プレミアムシルバーメタリックとピュアホワイトパールを除く4色が設定される。
なお、4代目のフルモデルチェンジ当初より「G」と「HYBRID MX」に受注対応で設定されていた「スズキ セーフティ サポート非装着車」が廃止された。
- 2023年（令和5年）5月10日 - 一部仕様変更（2型、5月25日発売）[34]。

マイルドハイブリッド車とハイブリッド車には、車線を逸脱しそうになった時にドライバーのステアリング操作を支援する車線逸脱抑制機能が新たに装備され、USB電源ソケットの1ヶ所をType-Cに変更された。
パワースライドドアには予約ロック機能にリクエストスイッチ連動機能が追加され、バンディットは従来メーカーオプション設定だった後席右側パワースライドドアが標準装備化された。
ボディカラーはガソリン車の「G」とマイルドハイブリッド車で変更が行われ、ソリオ専用色のネオンブルーメタリックとクラッシーブラウンメタリックを廃止、スピーディーブルーメタリックとフレイムオレンジパールメタリックをソリオ専用色へ移行するとともに、従来はハイブリッド車専用カラーだったキャラバンアイボリーパールメタリックとタフカーキパールメタリックを共通色として全グレードに拡大して設定。バンディット「HYBRID MV」は2トーンルーフをブラックから「HYBRID SZ」と同じガンメタリックへ変更され、「HYBRID SZ」からフレイムオレンジパールメタリックを除いた4色に、専用色のプレミアムシルバーメタリックを加えた5パターンに拡大された。
- 2024年（令和6年）12月20日 - 東京オートサロン2025の出品概要の中で、市販予定車として一部仕様変更モデルを先行展示することが発表された[35]。
- 2025年（令和7年）1月16日 - 一部仕様変更（3型）[36]CMキャラクターには神尾・橋本・パパイヤは続投の上、子供が西田瑛音、池村碧彩に変わった。バンディットは橋本単体での出演となり、CMソングはtuki.「月面着陸計画」。

前述したパワートレインのマイルドハイブリッドへの一本化やエンジン・モーターの換装が行われたことにより、車両型式がMAD7S型へ変更された。
グレード体系はソリオはガソリン車の「G」に代わる廉価グレードとして「HYBRID MG」を追加。バンディットはフルモデルチェンジ当初の「HYBRID MV」のみのモノグレード体系に戻った。
ボディカラーはモノトーンはタフカーキパールメタリックをバンディット専用色へ移行するとともに、バンディットはグリッターバイオレットパール（メーカーオプション）を廃止する代わりにスピーディーブルーメタリックを再設定し、再び共通色となった。ソリオ「HYBRID MZ」とバンディットに設定のガンメタリック2トーンルーフはタフカーキパールメタリックをモノトーン同様にバンディット専用色へ移行され、ソリオには専用色となるスピーディーブルーメタリックが追加された。
後席左側ワンアクションパワースライドドアは全車標準装備となるが、「HYBRID MG」のみ、受注生産で非装着化することが可能である（非装着化した場合はスライドドアクローザーも非装着化される）。
なお、スズキの新車としては2024年4月26日にエスクードが販売終了して以降は唯一AGSが選択できる車種となっていたが、今回のマイナーチェンジにおいてAGS搭載グレードが無くなったことにより、スズキの新車ラインナップからAGSが消滅した。

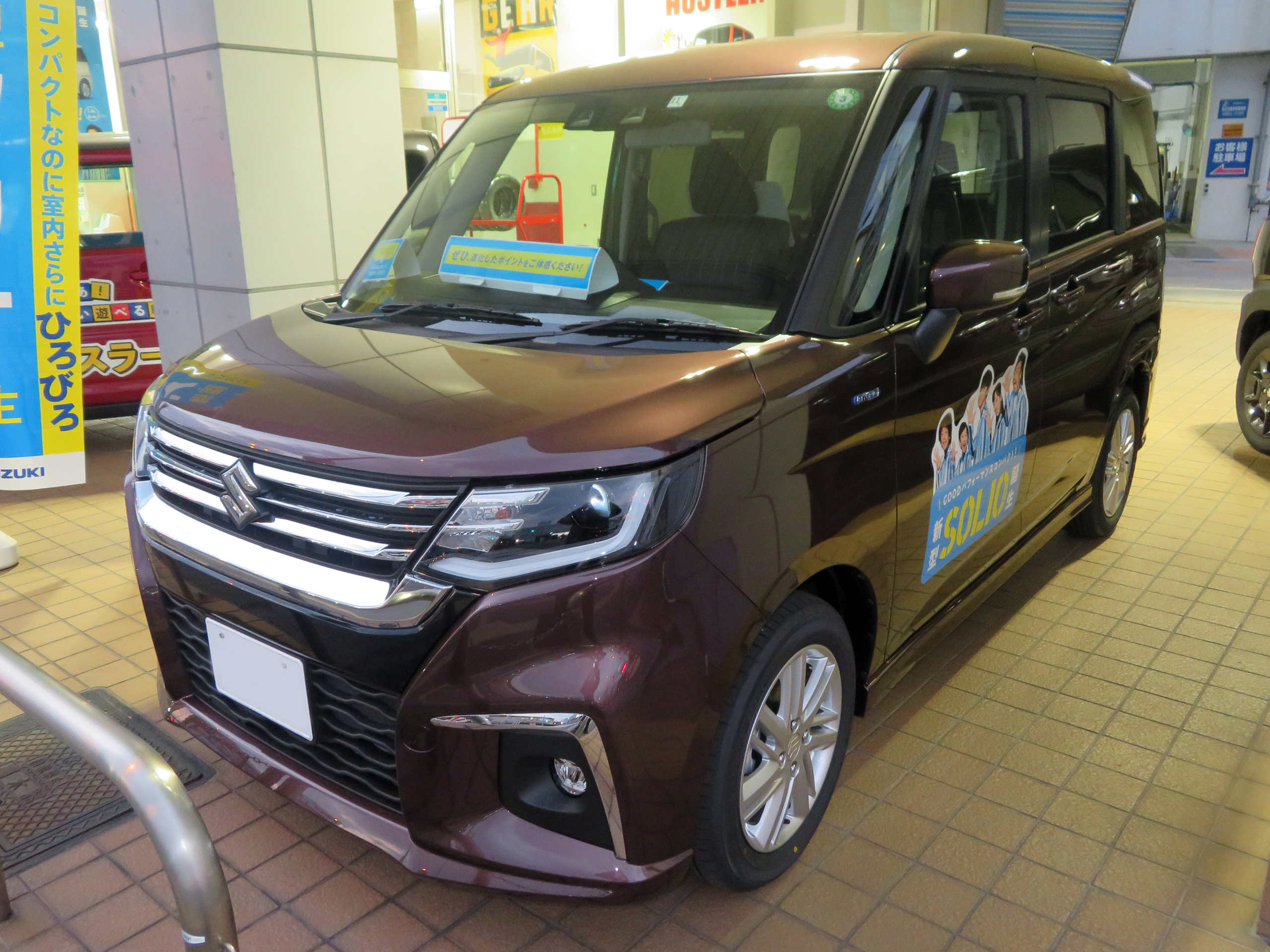
2020年12月発売型 HYBRID MZ 2WD
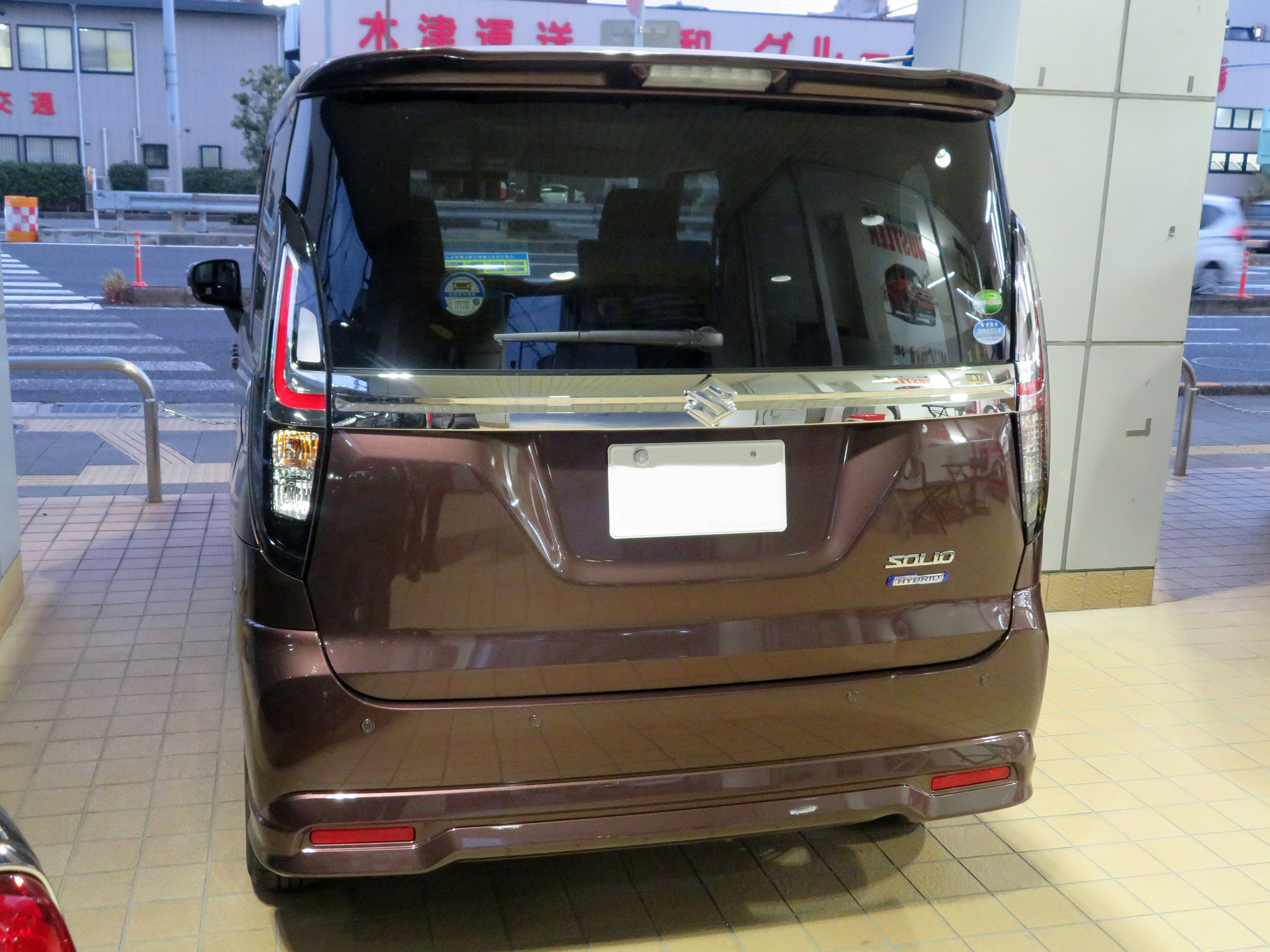
2020年12月発売型 HYBRID MZ 2WD リア
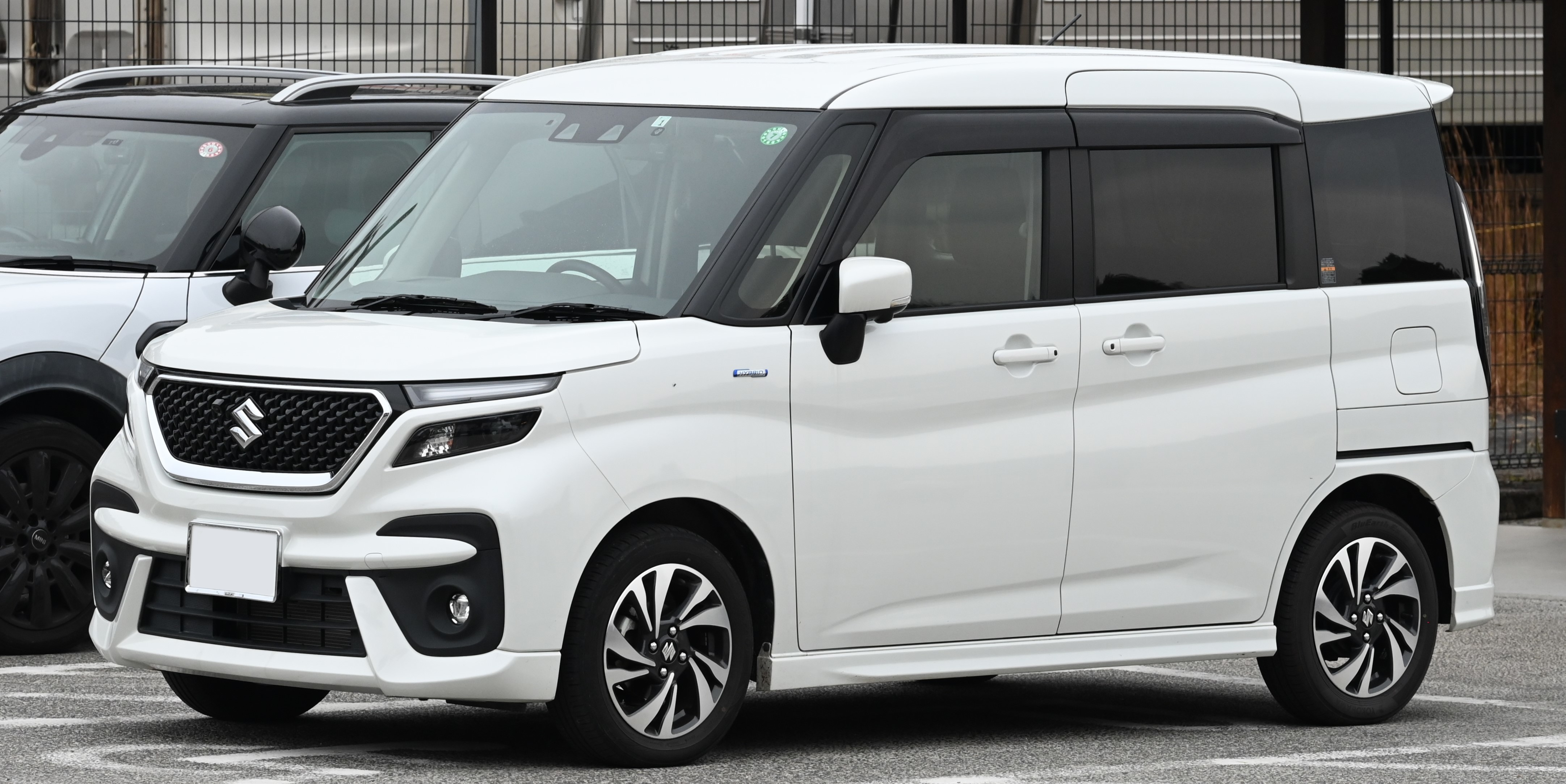
2020年12月発売型 バンディット HYBRID MV 2WD
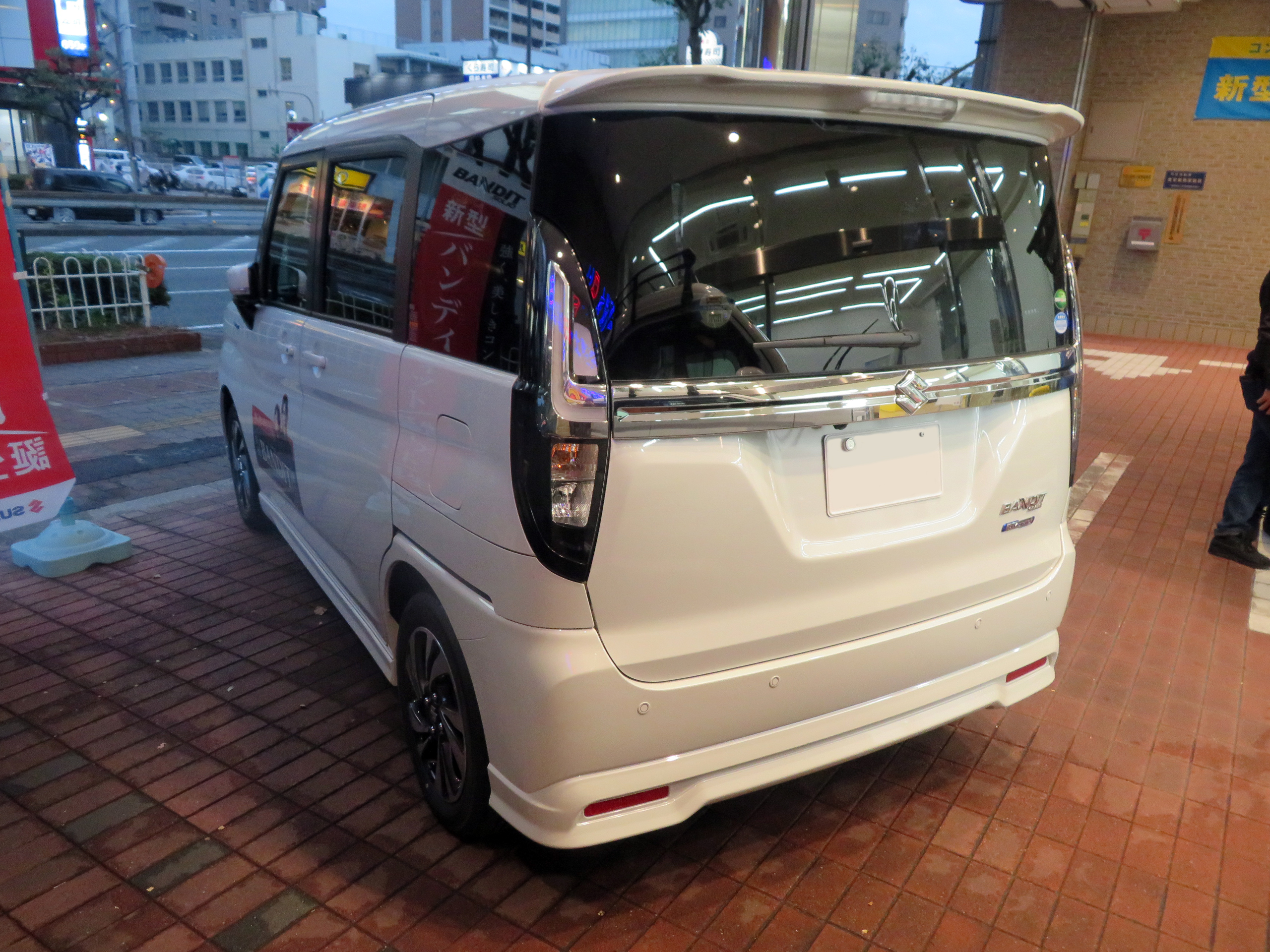
2020年12月発売型バンディット HYBRID MV 2WD リア
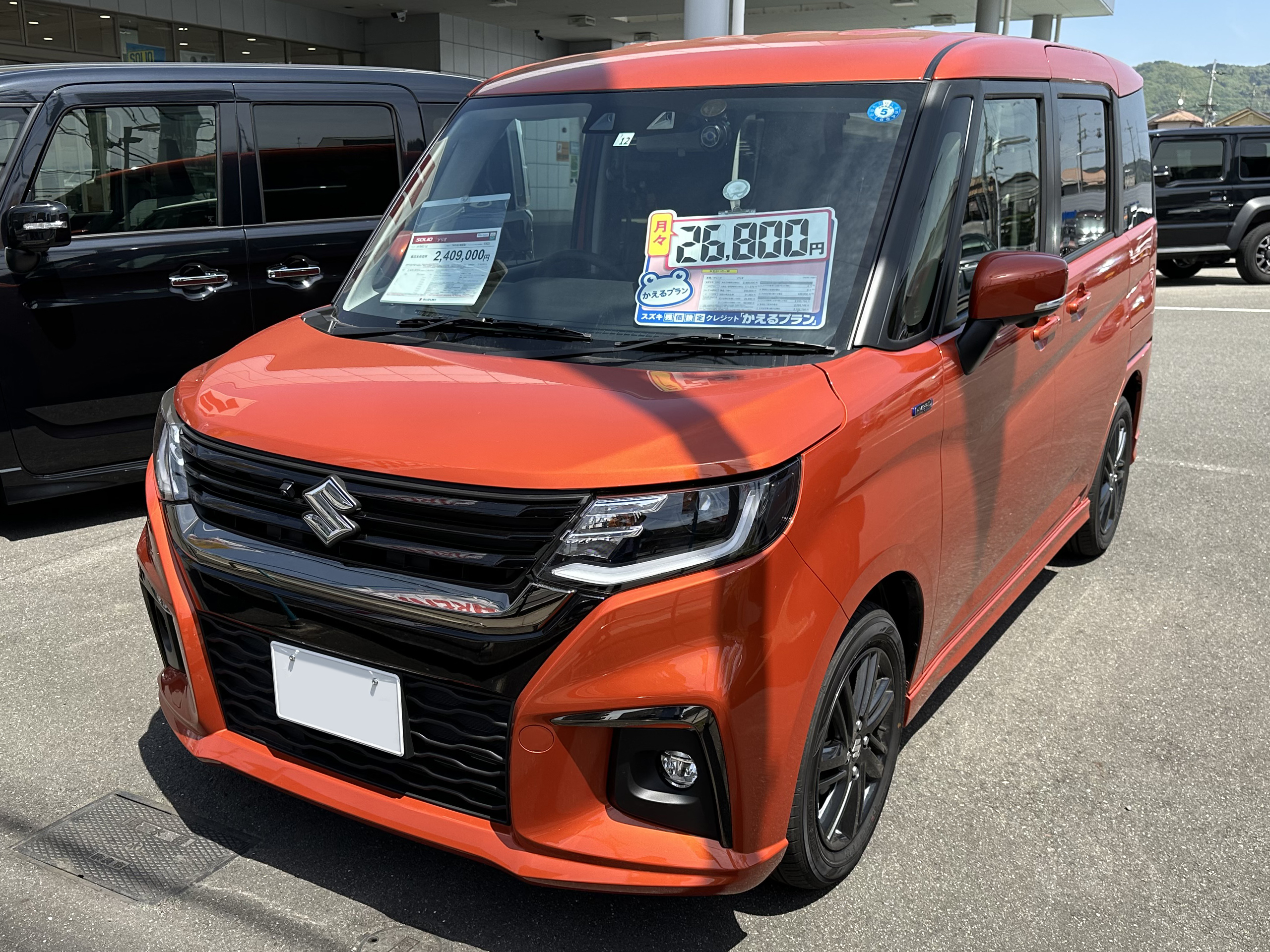
2022年12月発売型 HYBRID SZ
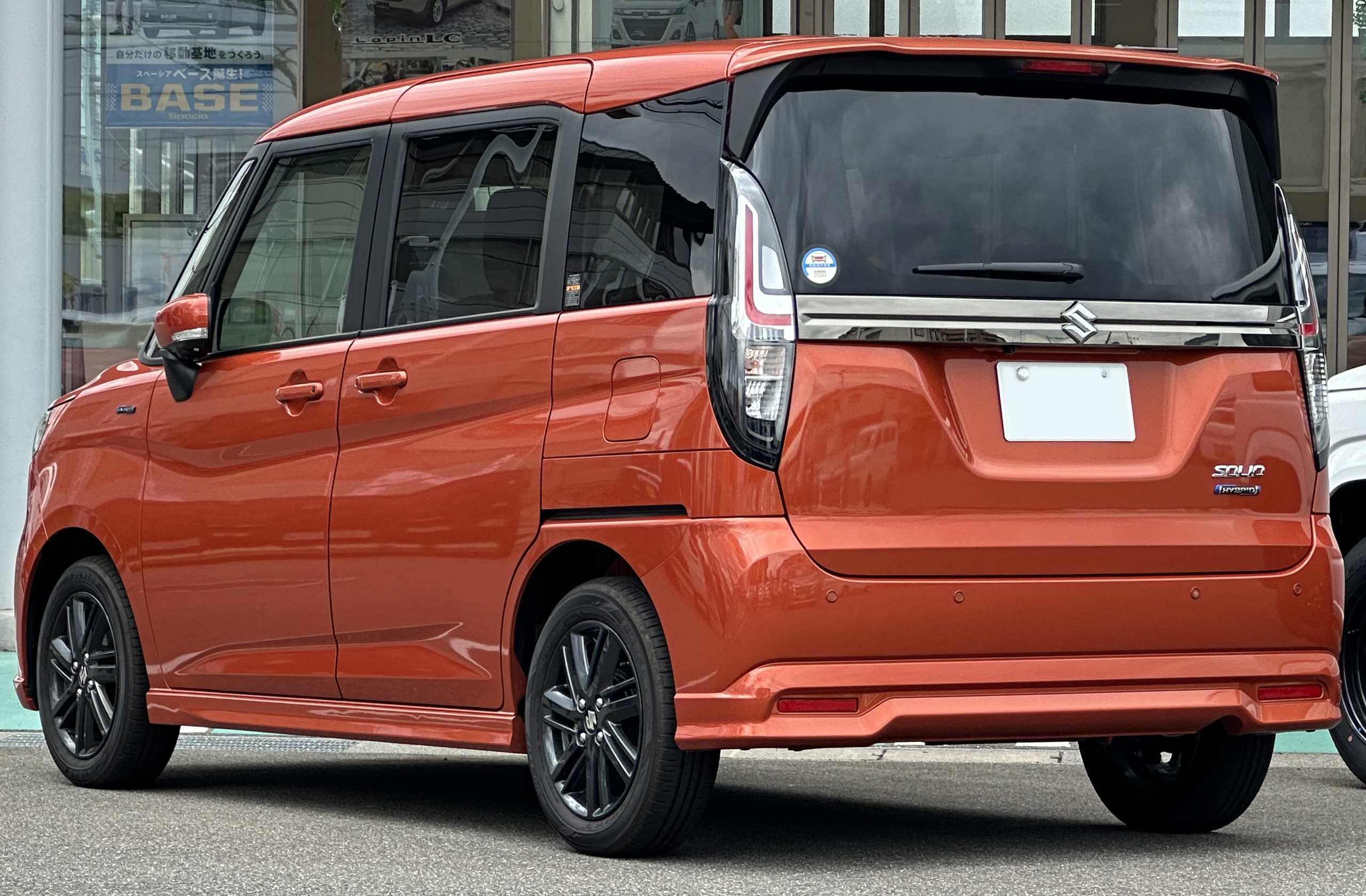
2022年12月発売型 HYBRID SZ リア

## 車名の由来
- Solio - スペイン語で「玉座」「王様」を意味する[37]。
- Bandit - 英語で「盗賊」「無頼漢」の意味。同社が1989年より販売を始めたネイキッドバイクの車名でもある。本車種については不明だが、バイクに関しては「山賊、無頼漢」の意味であるとしている[38]。